# Liste der Baudenkmäler in Bad Windsheim
Auf dieser Seite sind die Baudenkmäler in der mittelfränkischen Stadt Bad Windsheim zusammengestellt. Diese Tabelle ist eine Teilliste der Liste der Baudenkmäler in Bayern. Grundlage ist die Bayerische Denkmalliste, die auf Basis des Bayerischen Denkmalschutzgesetzes vom 1. Oktober 1973 erstmals erstellt wurde und seither durch das Bayerische Landesamt für Denkmalpflege geführt wird. Die folgenden Angaben ersetzen nicht die rechtsverbindliche Auskunft der Denkmalschutzbehörde.

Diese Liste gibt den Fortschreibungsstand vom 23. Oktober 2021 wieder und enthält 282 Baudenkmäler.

## Ensembles

### Altstadt Bad Windsheim

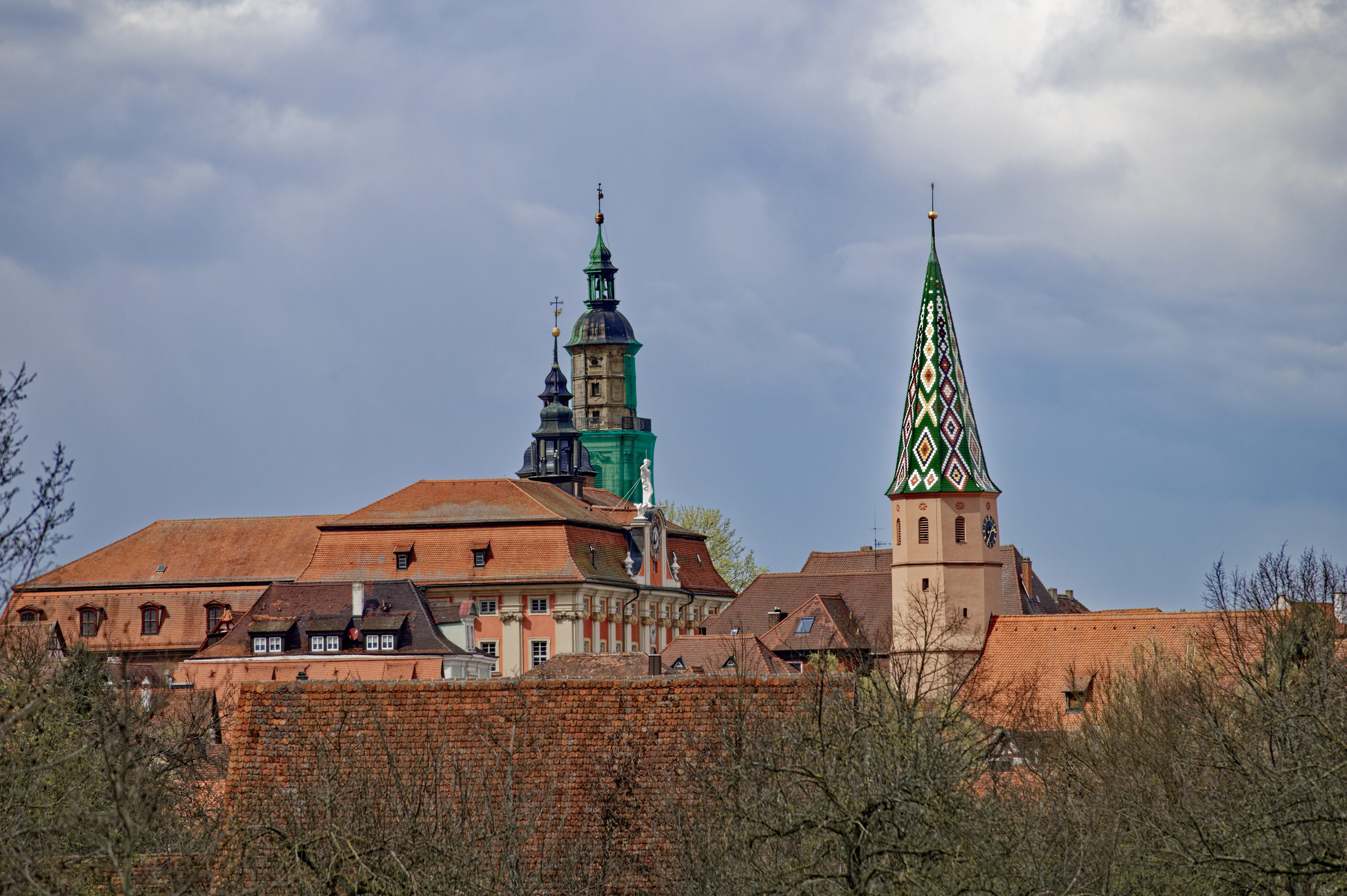
St. Kilian, Rathaus und Seekapelle von Süden

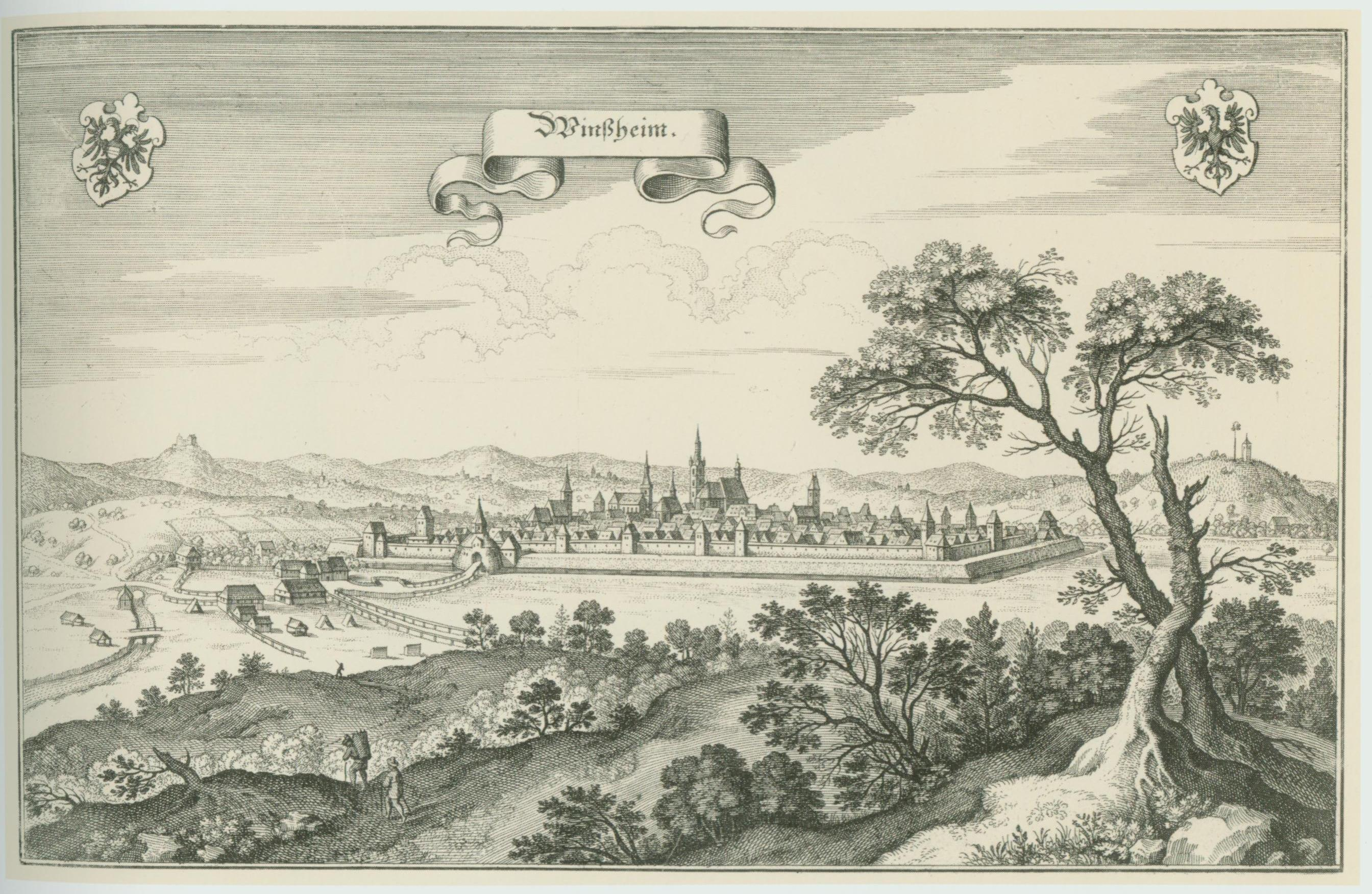
Bad Windsheim in Merians Topographia Franconiae

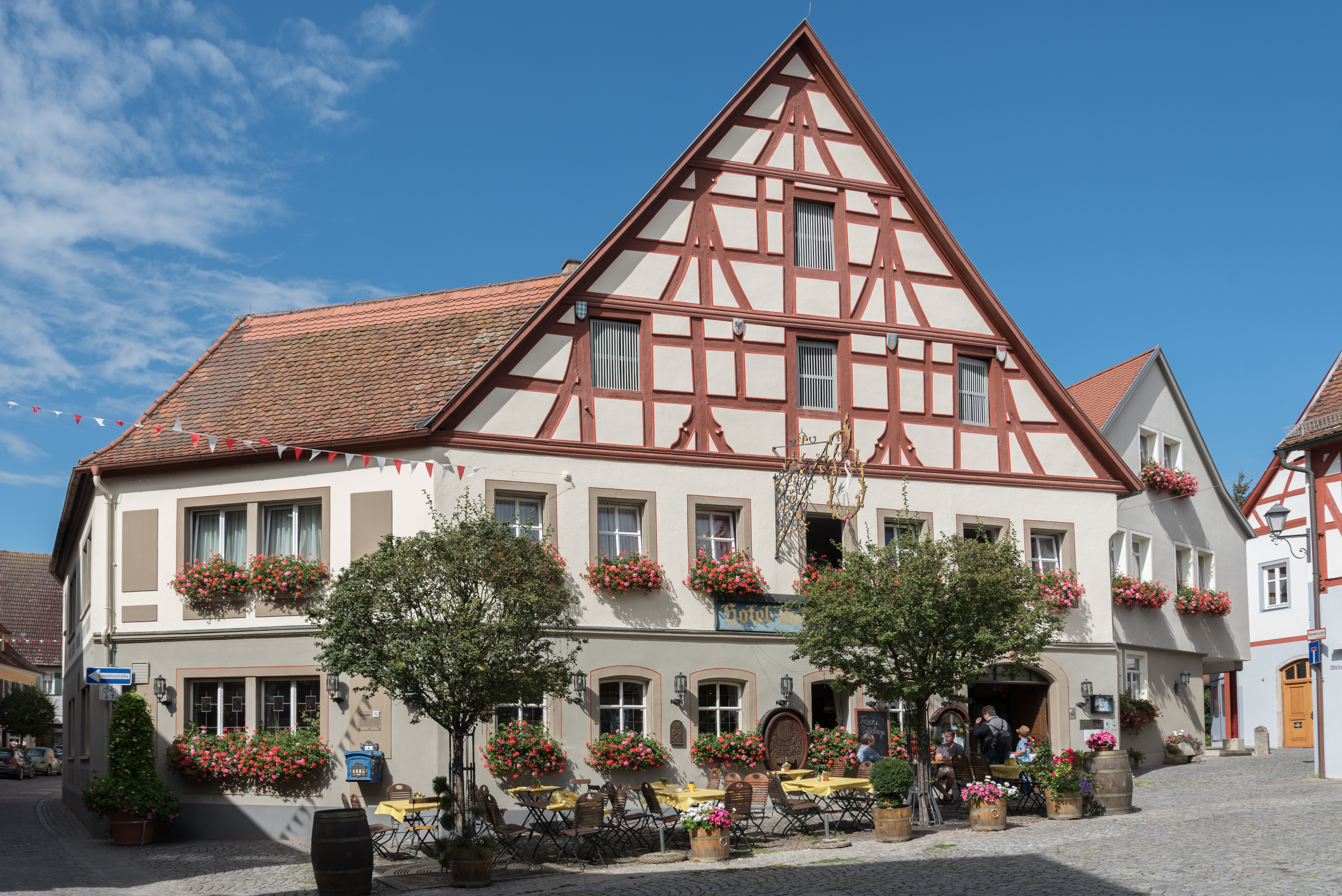
Gasthaus zum Storchen, Bad Windsheim Weinmarkt 6, im Kern von 1296

Das Ensemble umfasst die Stadt im Umgriff der ehemaligen jüngeren, äußeren Stadtbefestigung einschließlich ihres Grabenbereiches, im Südwesten einschließlich des zur ehemaligen Bastion am Seetor gehörigen Winterung-Teichs und des Aischlaufs. Wie Rothenburg erlangt auch Windsheim im letzten Viertel des 13. Jahrhunderts den Status der Reichsstadt. Die erste große Blütezeit der Stadt im 14. Jahrhundert war so stürmisch, dass bereits in der zweiten Hälfte des 14. Jahrhunderts der erste, noch im 13. Jahrhundert grundgelegte und ständig verbesserte Befestigungsring nicht mehr ausreichte und ein zweiter von großzügiger Weite konzipiert wurde, dessen Ausbau mit doppelten Gräben, einem Wall mit Geschützkammern, Weiherbefestigungen, 20 Türmen und drei Torburgen in der ersten Hälfte des 15. Jahrhunderts erfolgte. Innerer und äußerer Bering haben noch lange nebeneinander bestanden und bis in das 19. Jahrhundert das Weichbild der Reichsstadt bestimmt. Erst im 20. Jahrhundert ist die Stadt über diesen Ring hinausgewachsen, nachdem 1867–82 sämtliche Türme und Tore der Stadtmauer abgebrochen waren. Infolgedessen erschließt sich die Reichsstadt nicht mit der gleichen Signifikanz wie in Rothenburg, Dinkelsbühl oder Nördlingen, doch besitzt die klar überlieferte spätmittelalterliche Stadtstruktur einen hohen Zeugniswert. Die innere Altstadt, auf einem Hügel mit älterer Kirchhofbefestigung angelegt, ist in ihrer Bodenmodellierung in großartiger Weise in ein katakombenartiges, aus straßenartigen Gängen und saalartigen Räumen bestehendes Kellersystem ausgebaut wurden. Am höchsten Punkt, stadt- und landschaftsbeherrschend, liegen die als romanische Basilika um 1200 begründete Stadtpfarrkirche und der Monumentalbau des Rathauses (im Erscheinungsbild des 18. Jahrhunderts), baulich aufs engste verbunden, gemeinschaftlich mit den Amts- und Bildungsbauten (Gymnasium, Stadtschreiberhaus, Amtsrichterhaus, Pfarrhaus), nahe bei dem durch die Dreizahl der Stadttore bedingten keilförmigen Dreiecksmarkt, umgeben von den wenigen, große Häuserblöcke umschließenden schmalen Altstadtgassen. Am Markt finden sich die für Stadtgründungen des 13. Jahrhunderts charakteristischen schmalen und sehr tiefen Grundstücke für die patrizisch-handelsbürgerlichen, oft dreigeschossigen Anwesen mit zahlreichen, in die Tiefe gestaffelten Nebengebäuden. Der geschlossene Block des mittelalterlichen Gettos (Judenhöflein) ist ebenso erkennbar wie die marktartigen Plätze an der Innenseite der ursprünglichen Torburgen: Platz an der Pastoriusstraße, Weinmarkt, Schüsselmarkt beim ehemaligen Tor an der Altstraße nach Nürnberg (im Bereich der heutigen Hagelsteingasse). Das einzige Kloster, das sich vom späten 13. Jahrhundert bis zur Reformation hier halten konnte, das Augustinerkloster, hinterließ den seit dem 17. Jahrhundert zur Aufbewahrung der kostbaren Stadtbibliothek umgebauten spätgotischen Chor. Die im 14. Jahrhundert entstandene äußere Handwerkerstadt nahm die reichsstädtischen Spitäler in sich auf. Sie zeigt eine von der älteren Innenstadt abweichende ackerbürgerliche Struktur: Auf flachem Grund breite, möglichst gerade geführte Straßen mit lockerer Bebauung und viel Gartenland, ein- bis zweigeschossige Fachwerkbauten, abwechselnd mit Scheunen. Bedeutende, marktartig breite Straßenräume mit vielfach versetzten ansehnlichen Fachwerkgiebelhäusern, teilweise im 18. Jahrhundert traufseitig und verputzt umgebaut, von urbanem Gesamteindruck, zeigen die Ausfallstraßen bei den neuen Toren: Seegasse, Rothenburger Straße, Pastoriusstraße. Hier liegen die meisten der großen Zierfachwerkhäuser der zweiten Hälfte des 16. Jahrhunderts. Die bereits im 16. Jahrhundert mit dem Erstarken der Ansbacher Markgrafen eingeleitete Entwicklungshemmung zusammen mit den Wirren der Reformationszeit und der Katastrophe des Dreißigjährigen Krieges führte seit dem 17. Jahrhundert zur Stagnation, Absinken zum regionalen landwirtschaftlichen Markt und, 1803, Verlust der Eigenständigkeit. Dadurch war bedingt, dass der überwiegend aus Holz errichtete Hausbestand der Stadt, der dem 14.–16. Jahrhundert angehörte, auch weiterhin für die Wohn- und Gewerbebedürfnisse des einfachen Bürgers genügen musste und nur einige herausragende Familien glanzvolle Neubauten im Zeitstil errichten konnten. Verputzt und mehrfach umgebaut, hat man in jüngster Zeit in Bad Windsheim wichtige Zeugnisse des spätmittelalterlichen Holzsäulenbaus seit der 1. Hälfte des 14. Jahrhunderts freigelegt, wobei diese Funde im Wesentlichen Zufallsfunde bei Bauvorhaben waren; vergleichbar wertvolle Substanz ist mit Sicherheit auch im Kern zahlreicher weiterer Bauten erhalten. Aktennummer: E-5-75-112-1.

### Ortskern Ickelheim

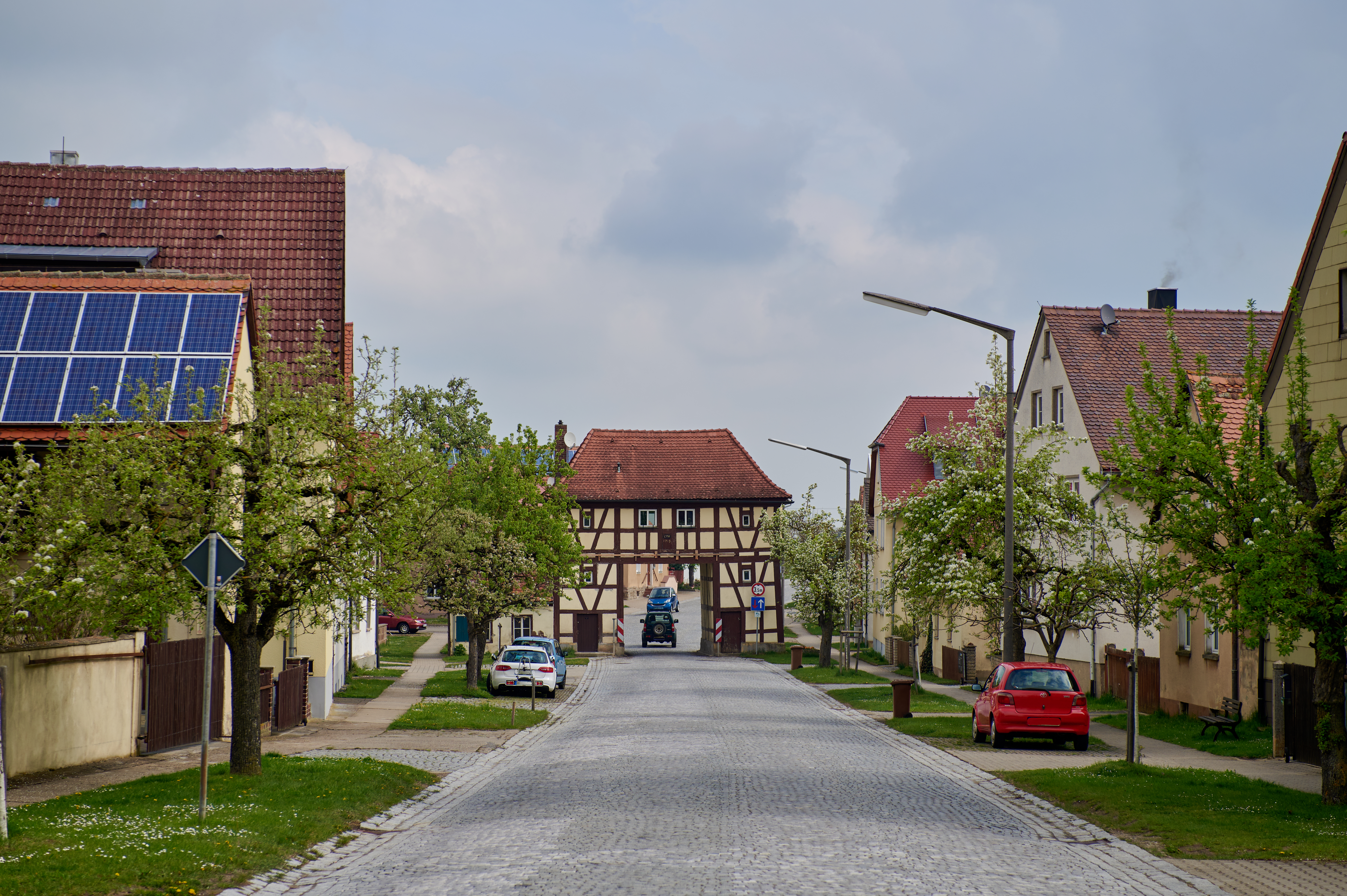
Hauptstraße und Unteres Torhaus in Ickelheim, Ansicht nach Norden 2021

Das geschlossene Dorf ist in der Windsheimer Bucht gelegen, eine waldlose Talebene im Aischgrund, die auch als Kornkammer Mittelfrankens bekannt ist. Ein ehemaliger Königshof wurde 889 für 741 erwähnt. Über Jahrhunderte – 1294 bis 1805 – wurde die Ortsgeschichte vom Deutschen Orden bestimmt, als Unteramt Ickelheim der Ballei Franken. Der Ort erlebte verschiedentlich Zerstörungen in Kriegen und durch Brände, doch ist auch nach dem Brand von 1856 noch im Wesentlichen das historische Dorfbild so erhalten, wie es durch Bauten bis zum 18. Jahrhundert bestimmt wurde. Das Haufendorf ist ein Runddorf mit geschlossenem Umriss, der durch einen Weg im Verlauf der ehemaligen Befestigung (Palisaden mit Wall und Graben) bestimmt ist bzw. durch die Mühlbäche. Die historischen Dorfeingänge bewahrten ihre Torhäuser in Fachwerkkonstruktion aus dem frühen 18. Jahrhundert (Unteres Tor bezeichnet „1713“). Im Dorfgrundriss lässt sich ein älterer innerer Ortskern erkennen, der auf den ehemaligen Königshof verweist. Um diesen Kern schloss die großzügige Dorfbefestigung die vergrößerte spätmittelalterlich-frühneuzeitliche Siedlung ein. In dieser Erweiterung erscheint die Haupt- bzw. Durchgangsstraße systematisiert, auch wenn ihr nord-südlicher breiter Verlauf unvermittelt am Südende rechtwinklig nach Osten zum Oberen Tor abknickt. Im ganzen erweist sich, dass die Systematisierung bei der Erweiterung und den Wiederaufbauten bis ins 19. Jahrhundert nicht so weit führten, dass die unregelmäßige Haufenstruktur verschwunden wäre. In Ickelheim wurde 1347 die Pfarrkirche selbständig. Der heutige Bau mit Spitzhelmturm stammt im Wesentlichen aus dem 15. Jahrhundert. Ehemals am Rande des älteren Kerns situiert gewinnt die Kirche im Winkel zwischen Hauptstraße und Abzweigung zum Amtshaus auch städtebauliche Bedeutung. Monumental beherrscht wird das Dorf jedoch von dem ansehnlichen ehemaligen Deutschordenshaus, einem Bau des 16. Jahrhunderts mit barocken Veränderungen, dies, obwohl der Bau in charakteristischer Weise am Ortsrand situiert ist. Hinweise auf den Deutschorden finden sich mehrfach im Dorf verstreut, in Form von Wappen bzw. Deutschordenskreuzen. Die Bausubstanz der Bauernhöfe und Wohnhäuser stammt in ihren prägenden Teilen aus dem 18. bis 19. Jahrhundert. Die älteren Fachwerkhäuser sind erdgeschossig, während die jüngere zweigeschossige Bebauung nur teilweise Fachwerkobergeschosse besitzt. Im Übrigen fügt sich die den typisch städtischen Charakter des Frankendorfes betonende zweigeschossige Architektur mit verputzten Massivbauten des späteren 19. Jahrhunderts gut ein. Am Dorfplatz ist ein Fachwerkgasthaus mit Halbwalmdach erhalten, neben dem auch noch das ehemalige Deutschordens-Bräuhaus steht. Aktennummer: E-5-75-112-2.

## Stadtbefestigung Bad Windsheim

### Ältere Stadtbefestigung
Die ältere Stadtbefestigung wurde vermutlich im späteren 13. Jahrhundert (1280 Erhebung zur Reichsstadt) angelegt, im 14. Jahrhundert verstärkt, umfangreiche Baumaßnahmen 1379–81. Es gab ehemals drei Tore, von denen nur zwei bei der Erweiterung des 15. Jahrhunderts beibehalten wurden, das Johanniter Tor (Straße nach Würzburg), das Seetor (Nürnberger Straße). Das Tor an der Straße nach Ipsheim wurde geschlossen und dafür das Rothenburger Tor neu angelegt. Die gesamte innerhalb des älteren Mauerrings liegende Stadt ist Bestandteil dieser Stadtbefestigung, da die künstliche Modellierung des natürlichen Gipssteinhügels eng verbunden ist mit der Anlage der Stadtbefestigung. Diese bestand in allen gemauerten Teilen aus Gipsstein, der unterirdisch im Stadtgebiet gebrochen worden ist. Diese katakombenartigen Stollen dienten der Befestigung und wurden ausgebaut zu einem vielschichtigen System teils aus gewachsenem Stein gehauener teils gemauerter gewölbter Gänge und saalartiger Räume, mit eigenen Brunnen und gemauerten Zugängen zu allen alten Gebäuden.
Verlauf des Berings:
- Bereich der ehemaligen Torburg an der Straße nach Ipsheim: Hagelsteingasse 3, 5, 6, 7, 9, Metzgergasse 29
- Mauerreste des Südostzuges an der westlichen Grundstücksgrenze der auf dem ehemaligen Graben gelegenen Grundstücke: Metzgergasse 29, 27, 25, 23, Husarengasse 11, Metzgergasse 21, 19, 17, 15, 13, 11, 9, 7, Knörrgasse 8, 6, Kumpfgasse 7, 5, 3, 1
- Bereich der ehemaligen Torburg am Älteren Seetor: Knörrgasse 1, 2, 3, Seegasse 1, 2, 4, 6
- Mauerzug zwischen Seetor und Älterem Johannitertor, verbaut: Roßmühlgasse 2, Postgasse 4, Holzmarkt 13, 11, 9, 7, 5, 3, 1, Schirmergasse 2, 4, Wassergasse 1, Kornmarkt 4, Schirmergasse 6, 8, 10, 12, 14, 16, Nehrgasse 1, An der Alten Weed 11, 9, 7, 5, 3
- Bereich der ehemaligen Torburg am älteren Johannitertor, an Pastoriusstraße 6 anschließendes Mauerstück: Pastoriusstr. 6, 9, 10, 11, 12, 13, 14, 15, Stellergasse 1, An der Alten Weed 2
- Nordzug zum ehemaligen Tor an der Straße nach Ipsheim: Riemenschneidergasse 2, 4, 6, Schüsselmarkt 7, Kronengasse 2, Brenckgasse 16, 18, 20

| Lage                                                       | Objekt                                                                                       | Beschreibung          | Akten-Nr.               | Bild                                                        |
| ---------------------------------------------------------- | -------------------------------------------------------------------------------------------- | --------------------- | ----------------------- | ----------------------------------------------------------- |
| Metzgergasse 7 (Standort)                                  | Westlich evtl. Reste                                                                         |                       | D-5-75-112-91 Wikidata  | Westlich evtl. Reste                                        |
| Metzgergasse 13 (Standort)                                 | Westlich Mauerverlauf                                                                        |                       | D-5-75-112-95 Wikidata  | Westlich Mauerverlauf                                       |
| Metzgergasse 15 (Standort)                                 | Teile der älteren Stadtmauer                                                                 | Im Gebäude integriert | D-5-75-112-332 Wikidata | Teile der älteren Stadtmauer                                |
| Pastoriusstraße 6 (Standort)                               | Mauerstück der ehemaligen Torburg der älteren Stadtbefestigung                               |                       | D-5-75-112-120 Wikidata | weitere Bilder                                              |
| Seegasse 1 (Standort)                                      | Bereich der ehemaligen Torburg der älteren Stadtbefestigung                                  |                       | D-5-75-112-178 Wikidata | Bereich der ehemaligen Torburg der älteren Stadtbefestigung |
| Stellergasse 1, an nördlicher Grundstücksgrenze (Standort) | Wohl Gipssteinmauer als Rest der älteren Stadtbefestigung, wohl identisch mit D-5-75-112-120 |                       | D-5-75-112-208 Wikidata | weitere Bilder                                              |

### Jüngere Stadtbefestigung
Die jüngere Stadtbefestigung umfasste einen um 1379/81 angelegten weiterer äußerer Bering, zunächst als doppelter Graben mit dazwischen liegendem Wall (mit Geschützkammern), 1424–28 entlang der Grabenanlage Errichtung einer mächtigen Ringmauer aus Buntsandstein mit 20 Türmen und drei Toren. Im 16. Jahrhundert wurden die Tore durch mächtige Basteien verstärkt. Zugehörig wurde ein Weihersystem, im zweiten Drittel des 15. Jahrhunderts angelegt, das der Wasserversorgung der Gräben, der städtischen Wasserleitung und der Verteidigung diente. Der einzig erhaltener Weiher ist die Winterung.  Bis auf sehr geringe Reste wurde die jüngere Stadtbefestigung in der zweiten Hälfte des 19. Jahrhunderts abgetragen. Doch bewahren der auf weite Strecken erhaltene Wallgraben mit Gärten bzw. die Wallgärten anstelle des Grabens, die 1816/17 angelegt wurden (trotz einiger störender Bebauung) die Struktur der gesamten Befestigungsanlage und somit den Grundriss der Altstadt.
Verlauf der jüngeren Stadtbefestigung:
- zwischen Spitalwall und Westring Wallgraben mit Gärten gut erhalten, mit Mauerresten
- zwischen Hainserwall und Nordring Grabenbereich trotz stärkerer Bebauung deutlich
- zwischen Schwedenwall und Ostring bzw. Hilpert-Ellrodt-Promenade Grabenbereich mit Wallgärten auf weite Strecken gut erhalten
- zwischen Bauhofwall und Südring Grabenbereich mit Wallgärten auf weite Strecken gut erhalten, samt südlich vorgelagertem Weiher (Winterung)

| Lage                  | Objekt                   | Beschreibung | Akten-Nr.              | Bild |
| --------------------- | ------------------------ | ------------ | ---------------------- | ---- |
| Bauhofwall (Standort) | Quadratischer Turmstumpf | Sandstein    | D-5-75-112-15 Wikidata | BW   |

## Baudenkmäler nach Ortsteilen

### Bad Windsheim
Im Ensemble der Altstadt sind folgende Platz- und Straßenbilder von besonderer Bedeutung ausgewiesen.

#### Dr.-Martin-Luther-Platz
Umgrenzung: Dr.-Martin-Luther-Platz 1–4, Marktplatz 1. Der Platz ist völlig abgeschlossen und dicht umbaut mitten im Zentrum der Stadt gelegen. Die Monumentalbauten der St.-Kilians-Kirche und des Rathauses begrenzen den Platz nach Norden und Osten. Süd- und Westseite sind mit giebelständigen Fachwerkhäusern bebaut.

| Lage                                                | Objekt                                                              | Beschreibung | Akten-Nr.              | Bild           |
| --------------------------------------------------- | ------------------------------------------------------------------- | --- | ---------------------- | -------------- |
| Dr.-Martin-Luther-Platz 1; Krämergasse 2 (Standort) | Ehemaliges Stadtschreiberhaus                                       | Zweigeschossig, nach Süden dreigeschossiger, giebelständiger Satteldachbau, reiches Zierfachwerk mit genasten, geschweiften oder gelochten Andreaskreuzen, Viertelkreisbögen, geschweiften und genasten Bügen, bezeichnet „1570“, Portal flankiert von Pilastern, 18. Jahrhundert, Balkon, letztes Viertel 18. Jahrhundert, Fachwerkfreilegung, 1932, Wasserspeier in Drachenform, 1935 | D-5-75-112-21 Wikidata | weitere Bilder |
| Dr.-Martin-Luther-Platz 2 (Standort)                | Ehemalige Lateinschule, auch Stadtbibliothek bis 1623               | Dreigeschossiger, frei stehender Satteldachbau, westlich Krüppelwalm, Fachwerkobergeschosse mit gebogenen Fußstreben, geschwungenen und genasten Kopfstreben, leicht vorkragend, 1573, Umbauten 18./19. Jahrhundert | D-5-75-112-22 Wikidata | weitere Bilder |
| Dr.-Martin-Luther-Platz 3 (Standort)                | Ehemaliges Rektorenhaus, seit 1991 evangelisch-lutherisches Dekanat | Zweigeschossiger, giebelständiger Satteldachbau mit Schopf, Fachwerk mit gebogenen Fußstreben, Giebelgeschosse vorkragend, rückseitig Altane, 1567 (dendrochronologisch datiert), bezeichnet „1569“, teils massiv umgebaut | D-5-75-112-23 Wikidata | weitere Bilder |
| Dr.-Martin-Luther-Platz 4 (Standort)                | Evangelisch-lutherische Stadtpfarrkirche St. Kilian                 | Hallenkirche, im Kern erste Hälfte 15. Jahrhundert, Sandsteinquaderbau, dreischiffiges Langhaus mit Mansarddach und Rundbogenfenstern, oktogonaler Südturm mit Welscher Haube, baulich mit Rathaus verbunden, nach Brand wiederaufgebaut im Markgrafenstil unter Johann David Steingruber, 1730–33, quadratischer Nordturm mit reicher Gliederung und verkröpften Gurtgesimsen, oktogonalem Obergeschoss und Welscher Haube, 1739–44; Strebepfeiler, Mitte 19. Jahrhundert; mit Ausstattung | D-5-75-112-24 Wikidata | weitere Bilder |

#### Johanniterstraße
Umgrenzung: Johanniterstraße 1–24, 25, 27, Spitalwall 36. Die Johanniterstraße setzt die Pastoriusstraße vom Markt nach Norden leicht nach Westen gekrümmt mit unregelmäßiger Fluchtlinie fort. Im früheren Wallbereich öffnet sich die Straße trichterförmig. Fachwerkbauten des 16. bis 18. Jahrhunderts, bestimmen im mittleren Abschnitt das Straßenbild.

| Lage                           | Objekt                                 | Beschreibung | Akten-Nr.               | Bild           |
| ------------------------------ | -------------------------------------- | --- | ----------------------- | -------------- |
| Johanniterstraße 2 (Standort)  | Wohnhaus                               | Zweigeschossiger Satteldachbau in Ecklage, teils verputztes Fachwerk, Giebel mit Fußstreben, im Kern zweite Hälfte 16. Jahrhundert                                                                                        | D-5-75-112-56 Wikidata  | weitere Bilder |
| Johanniterstraße 14 (Standort) | Ehemaliges Gasthaus Zum Goldenen Engel | Zweigeschossiger, traufständiger Satteldachbau mit einseitigem Schopf, Fachwerk mit geschweiften und genasten Andreaskreuzen, im Kern 16. Jahrhundert, schmiedeeiserner Ausleger, 18. Jahrhundert, Erdgeschoss erneuert   | D-5-75-112-57 Wikidata  | weitere Bilder |
| Johanniterstraße 15 (Standort) | Wohnhaus                               | Zweigeschossiger, traufständiger Mansarddachbau, Fachwerk, 18. Jahrhundert, Erdgeschoss, Giebel und profilierte Fußbügen modern                                                                                           | D-5-75-112-58 Wikidata  | weitere Bilder |
| Johanniterstraße 16 (Standort) | Wohnhaus                               | Zweigeschossiger Mansardwalmdachbau, teils verputztes Fachwerk, straßenseitig Putzgliederung mit genuteten Lisenen, 18. Jahrhundert, Erdgeschossfassade erneuert                                                          | D-5-75-112-59 Wikidata  | weitere Bilder |
| Johanniterstraße 18 (Standort) | Scheune                                | Eingeschossiger, traufständiger Satteldachbau mit einseitigem Krüppelwalm, verputztes Fachwerk, Mitte 16. Jahrhundert | D-5-75-112-59 Wikidata  | weitere Bilder |
| Johanniterstraße 17 (Standort) | Wohnhaus                               | Zweigeschossiger, traufständiger Satteldachbau mit verputztem Fachwerk, im Kern 1470 (dendrochronologisch datiert), Dach später, rückwärtiger Anbau mit Halbwalmdach, um 1600, Erneuerungen zweite Hälfte 19. Jahrhundert | D-5-75-112-329 Wikidata | weitere Bilder |
| Johanniterstraße 20 (Standort) | Ehemaliger Brauereigasthof             | Zweigeschossiger, traufständiger Mansarddachbau mit Zwerchhaus, weitgehend verputztes Fachwerk, 1711, rückwärtig Brauereianbau und Galerie                                                                                | D-5-75-112-348 Wikidata | weitere Bilder |
| Johanniterstraße 20 (Standort) | Schupfe                                | Eingeschossige, offene Holzkonstruktion mit Pultdach, Mitte 15. Jahrhundert | D-5-75-112-348 Wikidata | BW             |
| Johanniterstraße 20 (Standort) | Kegelbahn                              | Offene Holzkonstruktion mit Satteldach, 1863 | D-5-75-112-348 Wikidata | BW             |

#### Kegetstraße
Umgrenzung: Kegetstraße 1–12. Die Straße steigt vom Weinmarkt zu Marktplatz hin an. Das Straßenbild wird durch dreigeschossige Barockbauten dominiert. Am oberen Ende befindet sich das platzbeherrschende Rathaus der Barockzeit.

| Lage                      | Objekt                                                           | Beschreibung | Akten-Nr.               | Bild           |
| ------------------------- | ---------------------------------------------------------------- | --- | ----------------------- | -------------- |
| Kegetstraße 1 (Standort)  | Wohnhaus, sogenanntes Steinhaus                                  | Dreigeschossiger Walmdachbau in Ecklage, Gipssteinquader, zweites Obergeschoss Fachwerk, teils verputzt, rückwärtig Galerie auf Knaggen, im Kern vor 1370, Dach- und Fachwerk, 1432 (dendrochronologisch datiert), Umbau 1514 (dendrochronologisch datiert) | D-5-75-112-338 Wikidata | weitere Bilder |
| Kegetstraße 1 (Standort)  | Hoftor mit darüber liegendem Laufgang                            | Fachwerk mit Satteldach, wohl spätmittelalterlich | D-5-75-112-338 Wikidata | weitere Bilder |
| Kegetstraße 4 (Standort)  | Ehemaliges Wohnhaus des Bürgermeisters Keget und Oberrichterhaus | Dreigeschossiger Walmdachbau mit Giebelgaube, Mittelrisalit mit Rundbogenportal, Kolossalpilaster und ausgeprägtes Traufgesims, 1705 | D-5-75-112-61 Wikidata  | weitere Bilder |
| Kegetstraße 5 (Standort)  | Ehemaliges Gasthaus Rotes Rößlein                                | Zweigeschossiger Walmdachbau, Hauptfassade massiv mit genuteten Lisenen, Gurtgesims, aufwendig gestaltetem Portal und Putzfeldern, sonst verputztes Fachwerk, vorgelagerte, zweiläufige Außentreppe mit schmiedeeisernem Gitter, 1720                       | D-5-75-112-62 Wikidata  | weitere Bilder |
| Kegetstraße 6 (Standort)  | Wohnhaus über Hofeinfahrt                                        | Zweigeschossiger, giebelständiger Satteldachbau mit Schopf, Fachwerk, vorkragend mit genasten und gelochten Hölzern, um 1550, Hofeinfahrt | D-5-75-112-63 Wikidata  | weitere Bilder |
| Kegetstraße 9 (Standort)  | Wohnhaus mit Fachwerkrückgebäude                                 | Zweigeschossig, im Kern zweite Hälfte 16. Jahrhundert, im 19. Jahrhundert verändert | D-5-75-112-64 Wikidata  | weitere Bilder |
| Kegetstraße 10 (Standort) | Wohnhaus                                                         | Zweigeschossiger Mansarddachbau, mit Putzgliederung, 1761, im Kern Geschossbau, evtl. vor 1450, Erdgeschoss erneuert | D-5-75-112-65 Wikidata  | weitere Bilder |
| Kegetstraße 11 (Standort) | Wohnhaus                                                         | Dreigeschossiger Mansarddachbau in Ecklage, massiv, rückwärtig Fachwerk, Putzgliederung mit Nutung im Erdgeschoss, Pilastern und Brüstungsfeldern, 1746 | D-5-75-112-66 Wikidata  | weitere Bilder |
| Kegetstraße 11 (Standort) | Nebengebäude                                                     | Eingeschossiger Satteldachbau, Fachwerk, gleichzeitig | D-5-75-112-66 Wikidata  | weitere Bilder |
| Kegetstraße 11 (Standort) | Hoftor                                                           | Rundbogig, profiliert mit Ziegeleindeckung, bezeichnet „1746“ | D-5-75-112-66 Wikidata  | weitere Bilder |

#### Klosterplatz
Umgrenzung: Klosterplatz 1–5, Husarengasse 4, 6, Schüsselmarkt 1, 3, 5. Der Klosterplatz ist ein kleiner rechteckiger Platz vor den Resten des Chors der ehemaligen Augustinerkirche, die ursprünglich den Platzraum einnahm.

| Lage                       | Objekt                                                   | Beschreibung | Akten-Nr.               | Bild           |
| -------------------------- | -------------------------------------------------------- | --- | ----------------------- | -------------- |
| Klosterplatz 3 (Standort)  | Ehemalige Augustiner Klosterkirche, Bibliothek seit 1623 | Nur Polygonalchor von Kirche erhalten mit Strebepfeilern, Sandsteinquader, zweite Hälfte 14. Jahrhundert, oktogonaler, dreigeschossiger Treppenturm, Fachwerk mit Glockenhaube, bezeichnet „1616“, zu Umbauphase, Chor zu zweigeschossigem Satteldachbau mit Schopf, 1616–18, Spitzbogenportal, 19. Jahrhundert; mit Ausstattung | D-5-75-112-67 Wikidata  | weitere Bilder |
| Klosterplatz 5 (Standort)  | Ehemalige Schule, heute Stadtarchiv                      | Dreigeschossiger Massivbau mit flachem Walmdach, Steinquadersockel, profilierte Sohlbankgesimse, Konsolgesims und stichbogige, profilierte Rahmungen, Mitte 19. Jahrhundert | D-5-75-112-68 Wikidata  | weitere Bilder |
| Schüsselmarkt 3 (Standort) | Wohnhaus                                                 | Dreigeschossiger, traufständiger Satteldachbau mit Schopf, Fachwerk, verputzt mit Putznutung an Ecken und im Erdgeschoss, Gurtgesimsen und Brüstungsfeldern, 1366 (dendrochronologisch datiert), 1584–89 (dendrochronologisch datiert), Fassadengestaltung, erste Hälfte 18. Jahrhundert                                         | D-5-75-112-170 Wikidata | weitere Bilder |

#### Kornmarkt
Umgrenzung: Kornmarkt 1–7, Pfarrgasse 1–2, Krämergasse 1, 3, 5, 6, 7, 8, 9, Dr.-Martin-Lutherplatz 1, Marktplatz 1, Kegetstraße 2.
Der kleine dreieckige Platz des Kornmarktes ist über die ansteigende Krämergasse mit dem Marktplatz verbunden. Am Kornmarkt sind neben Fachwerkbauten auch Barockhäuser wie Kornmarkt 7 zu finden. Das barocke Rathaus beherrscht das nordöstliche Ende der Krämergasse zum Marktplatz hin.

| Lage                                       | Objekt                        | Beschreibung | Akten-Nr.               | Bild           |
| ------------------------------------------ | ----------------------------- | --- | ----------------------- | -------------- |
| Kornmarkt 2 (Standort)                     | Wohnhaus                      | Zweigeschossiger traufständiger Satteldachbau mit Durchfahrt, verputztes Fachwerk, im Kern Stockwerksbau, 1424 (dendrochronologisch datiert), Umbau wohl im 18. Jahrhundert                                                                  | D-5-75-112-76 Wikidata  | weitere Bilder |
| Herrngasse 10 (Standort)                   | Rückgebäude                   | Eingeschossiger Satteldachbau, Fachwerk, 18. Jahrhundert | D-5-75-112-76 Wikidata  | weitere Bilder |
| Kornmarkt 4 (Standort)                     | Ehemaliges Gasthaus zur Sonne | Zweigeschossiger giebelständiger Satteldachbau, westlich mit Krüppelwalm, verputztes Fachwerk, im Kern 1318 (dendrochronologisch datiert), Dachumbau 1388, 1564 (dendrochronologisch datiert), Ostgiebel 1487 (dendrochronologisch datiert)  | D-5-75-112-77 Wikidata  | weitere Bilder |
| Kornmarkt 6 (Standort)                     | Brauereigasthaus              | Zweigeschossiger traufständiger Mansarddachbau, verputztes Fachwerk, Putzgliederung mit Nutung, Lisenen und Gurtgesims, im Kern spätmittelalterlich, bezeichnet „1765“                                                                       | D-5-75-112-78 Wikidata  | weitere Bilder |
| Kornmarkt 7 (Standort)                     | Wohnhaus                      | Zweigeschossiger Mansardwalmdachbau, mit Zwerchhausrisalit und zweiläufiger Außentreppe mit Schmiedeeisengitter, Putzgliederung mit Nutung, Lisenen und Gurtgesims, hausteingerahmtes Portal, wohl von Michael Krauß 1759, über älterem Kern | D-5-75-112-79 Wikidata  | weitere Bilder |
| Kornmarkt 7 (Standort)                     | Rückgebäude                   | Zweigeschossiger, traufständiger Satteldachbau, Fachwerk mit Laubengang, 1543 (dendrochronologisch datiert) | D-5-75-112-79 Wikidata  | weitere Bilder |
| Krämergasse 3 (Standort)                   | Wohnhaus                      | Zweigeschossiger traufständiger Satteldachbau mit Lisenen, bandförmigem Gurtgesims und zweiflügliger Holztür mit Oberlicht, bezeichnet „1731“, über älterem Kern, Erdgeschoss modern verändert                                               | D-5-75-112-80 Wikidata  | weitere Bilder |
| Krämergasse 3, in Hinterhoflage (Standort) | Wohnhaus                      | Zweigeschossiger Walmdachbau mit Fachwerkobergeschoss, 18./19. Jahrhundert | D-5-75-112-346          | BW             |
| Krämergasse 4 (Standort)                   | Wohnhaus                      | Zwei-, zur Krämergasse dreigeschossiger, giebelständiger Satteldachbau, Fachwerk mit Fußstreben und teils gelochten Kopfstreben, zweite Hälfte 16. Jahrhundert, Erdgeschoss später massiv unterfangen                                        | D-5-75-112-81 Wikidata  | weitere Bilder |
| Pfarrgasse 2 (Standort)                    | Wohnhaus                      | Zweigeschossiger, zum Kornmarkt giebelständiger Satteldachbau, leicht vorkragende Stockwerke, Fachwerk mit gebogenen Fußstreben und geschweiften, genasten Andreaskreuzen, zweite Hälfte 16. Jahrhundert, später massiv unterfangen          | D-5-75-112-132 Wikidata | weitere Bilder |

#### Marktplatz
Umgrenzung: Marktplatz 1–4, Erbsengasse 1.  Der Marktplatz ist dreieckig gestaltet. Die Westseite wird vollständig vom Baukomplex des Rathauses und der Evangelischen Stadtpfarrkirche St. Kilian beherrscht.

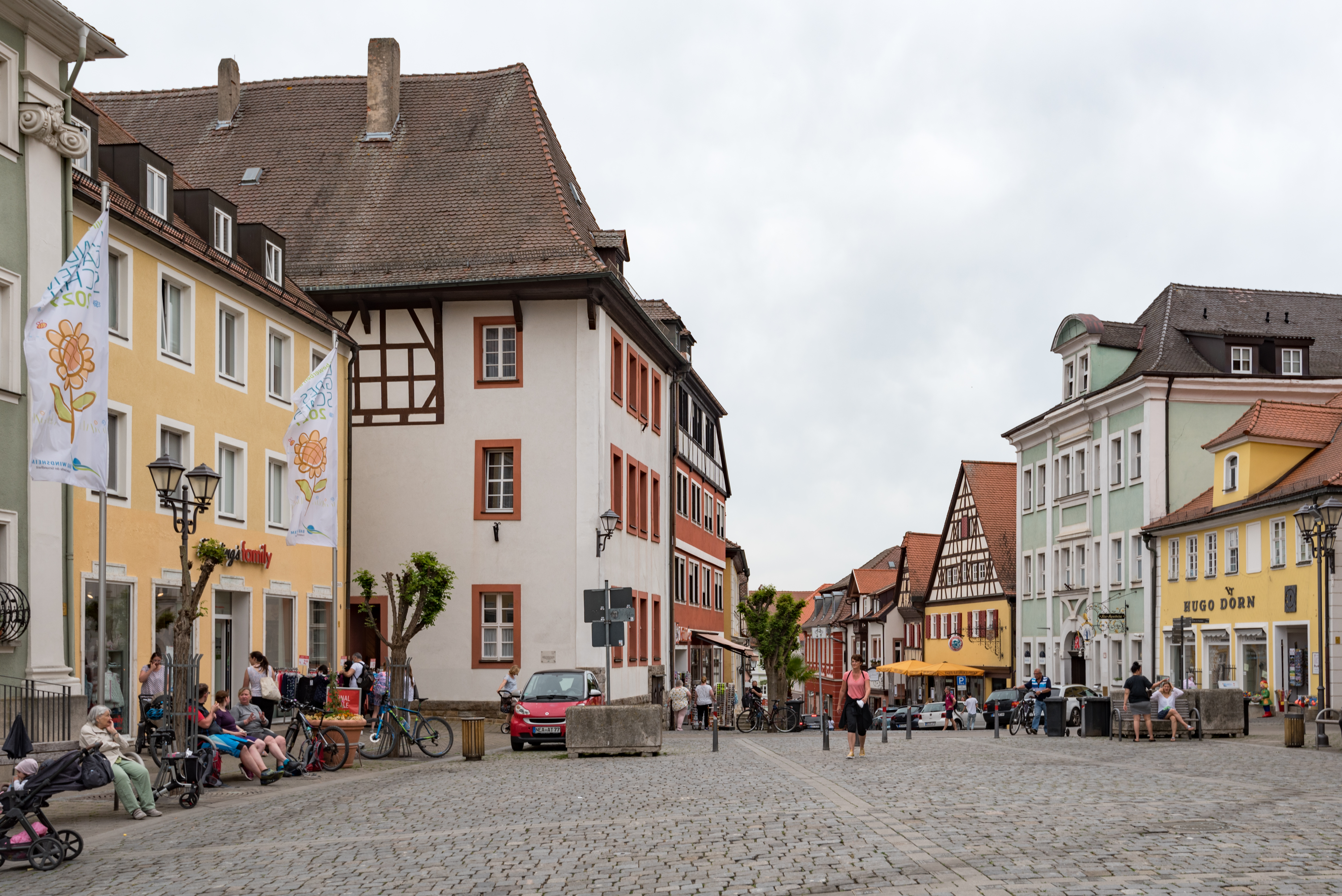
Marktplatz und Kegetstraße von Norden, 2020

| Lage                     | Objekt          | Beschreibung | Akten-Nr.              | Bild           |
| ------------------------ | --------------- | --- | ---------------------- | -------------- |
| Marktplatz 1 (Standort)  | Rathaus         | Dreieinhalbgeschossiger Mansarddachbau, mit Dachreiter, Zwerchhaus, Arkaden mit Putznutung im Erdgeschoss, Altan vor korbbogiger Durchfahrt, ionischer Kolossalordnung von Pilastern auf Lisenen, geohrten und profilierten Fensterrahmungen, wohl nach Plänen von Gabriel de Gabrieli 1713/17, nach Brand 1730, wiederhergestellt 1732; mit Ausstattung; in baulicher Verbindung mit Kilianskirche | D-5-75-112-86 Wikidata | weitere Bilder |
| Marktplatz 3 (Standort)  | Einhornapotheke | Dreigeschossiger Walmdachbau, Pilasterkolossalordnung, Rundbogenportal von Pilastern gerahmt, erste Hälfte 18. Jahrhundert; Einfriedung, Hofmauer mit Zaunsfeldern und Eingangstor, schmiedeeisern, um 1900 | D-5-75-112-88 Wikidata | weitere Bilder |
| Erbsengasse 1 (Standort) | Wohnhaus        | Zweigeschossiger, zum Marktplatz giebelständiger Satteldachbau, verputztes Fachwerk, vorkragend, mit Kelleranlage, um 1340 (dendrochronologisch datiert), 1430 (dendrochronologisch datiert), teils erneuert | D-5-75-112-27 Wikidata | weitere Bilder |

#### Pastoriusstraße
Umgrenzung: Pastoriusstraße 1, 3–15, 17, Johanniterstraße 1, Stellergasse 1, 2, an der Alten Weed 2.  Die Pastoriusstraße führt nördlich vom Marktplatz abfallend zu einem kleinen Platz zwischen An der Alten Weed und Hainsergasse. Sie bildete zusammen mit der Johannitergasse den städtischen Teil der früheren Fernstraße nach Würzburg und Mainz.

| Lage                              | Objekt                                                           | Beschreibung | Akten-Nr.               | Bild           |
| --------------------------------- | ---------------------------------------------------------------- | --- | ----------------------- | -------------- |
| Pastoriusstraße 1 (Standort)      | Wohnhaus, heute Gasthaus Rotes Ross                              | Zweigeschossiger, giebelständiger Krüppelwalmdachbau, verputztes Fachwerk, über zweigeschossiger Kelleranlage, im Kern 1358 (dendrochronologisch datiert), Krüppelwalmdach jünger                                                                                       | D-5-75-112-339 Wikidata | weitere Bilder |
| Pastoriusstraße 1 (Standort)      | Scheune                                                          | Eingeschossiger Mansarddachbau, Fachwerk, wohl 18. Jahrhundert und Erweiterung 19. Jahrhundert | D-5-75-112-339 Wikidata | weitere Bilder |
| Pastoriusstraße 3 (Standort)      | Halbwalmdachhaus                                                 | Zweigeschossig, im Kern um 1408 (dendrochronologisch datiert), teilweise verändert | D-5-75-112-118 Wikidata | weitere Bilder |
| Pastoriusstraße 5 (Standort)      | Wohnhaus                                                         | Zweigeschossiger Walmdachbau, verputztes Fachwerk, Barockfassade mit Gurtgesims und profilierten Fensterrahmungen, im Kern 1351 (dendrochronologisch datiert), rückseitige Verlängerung, Umbau 1503 (dendrochronologisch datiert)                                       | D-5-75-112-119 Wikidata | weitere Bilder |
| Pastoriusstraße 7 (Standort)      | Ehemaliges Gasthaus, Brauerei und Mälzerei                       | Eckhaus, Fachwerkgiebel, Putzgliederung, 17./18. Jahrhundert, mit älterem Kern | D-5-75-112-121 Wikidata | weitere Bilder |
| Pastoriusstraße 10 (Standort)     | Wohn- und Geschäftshaus                                          | Zweigeschossiger Walmdachbau in Ecklage, mit Zwerchhaus, Oculusgauben, Putzfelder und Lisenen mit Putznutung, 1810 | D-5-75-112-124 Wikidata | weitere Bilder |
| Pastoriusstraße 12, 14 (Standort) | Doppelwohnhaus, ehemaliges Stadthaus der Deutschherren/Virnsberg | Zweigeschossiger, giebelständiger Satteldachbau, Fachwerk mit Fuß- und Kopfstreben, im Kern zweite Hälfte 16. Jahrhundert, Erdgeschoss massiv unterfangen mit korbbogigen Fensterhausteinrahmungen, erstes Viertel 20. Jahrhundert                                      | D-5-75-112-126 Wikidata | weitere Bilder |
| Pastoriusstraße 13 (Standort)     | Wohnhaus                                                         | Zweigeschossiger, breit gelagerter und giebelständiger Satteldachbau, Fachwerk mit Kopf- und Fußstreben, im Kern wohl vor 1600, Umbau um 1600, Erdgeschoss massiv erneuert                                                                                              | D-5-75-112-127 Wikidata | weitere Bilder |
| Pastoriusstraße 15 (Standort)     | Wohnhaus                                                         | Zweigeschossiger, giebelständiger Mansarddachbau, Fachwerk mit Kopf- und Fußstreben, 15. Jahrhundert, Gefache und Dach wohl 18. Jahrhundert, Erdgeschoss massiv erneuert                                                                                                | D-5-75-112-129 Wikidata | weitere Bilder |
| Pastoriusstraße 17 (Standort)     | Wohnhaus                                                         | Zweigeschossiger, giebelständiger Satteldachbau, Fachwerk, zweite Hälfte 16. Jahrhundert, Giebelfachwerk mit Fußstreben und geschweiften Kopfstreben, bezeichnet (erneuert) „1686“, Erdgeschoss massiv erneuert                                                         | D-5-75-112-130 Wikidata | weitere Bilder |
| Stellergasse 1 (Standort)         | Wohnhaus                                                         | Zweigeschossiger Walmdachbau mit Aufzugsgaube, Lisenen mit Putznutung, Gurtgesims und geohrten profilierten Fensterrahmungen, letztes Viertel 18. Jahrhundert, älterer Kern; an nördlicher Grundstücksgrenze wohl Gipssteinmauer, als Rest der älteren Stadtbefestigung | D-5-75-112-208 Wikidata | weitere Bilder |

#### Rothenburger Straße

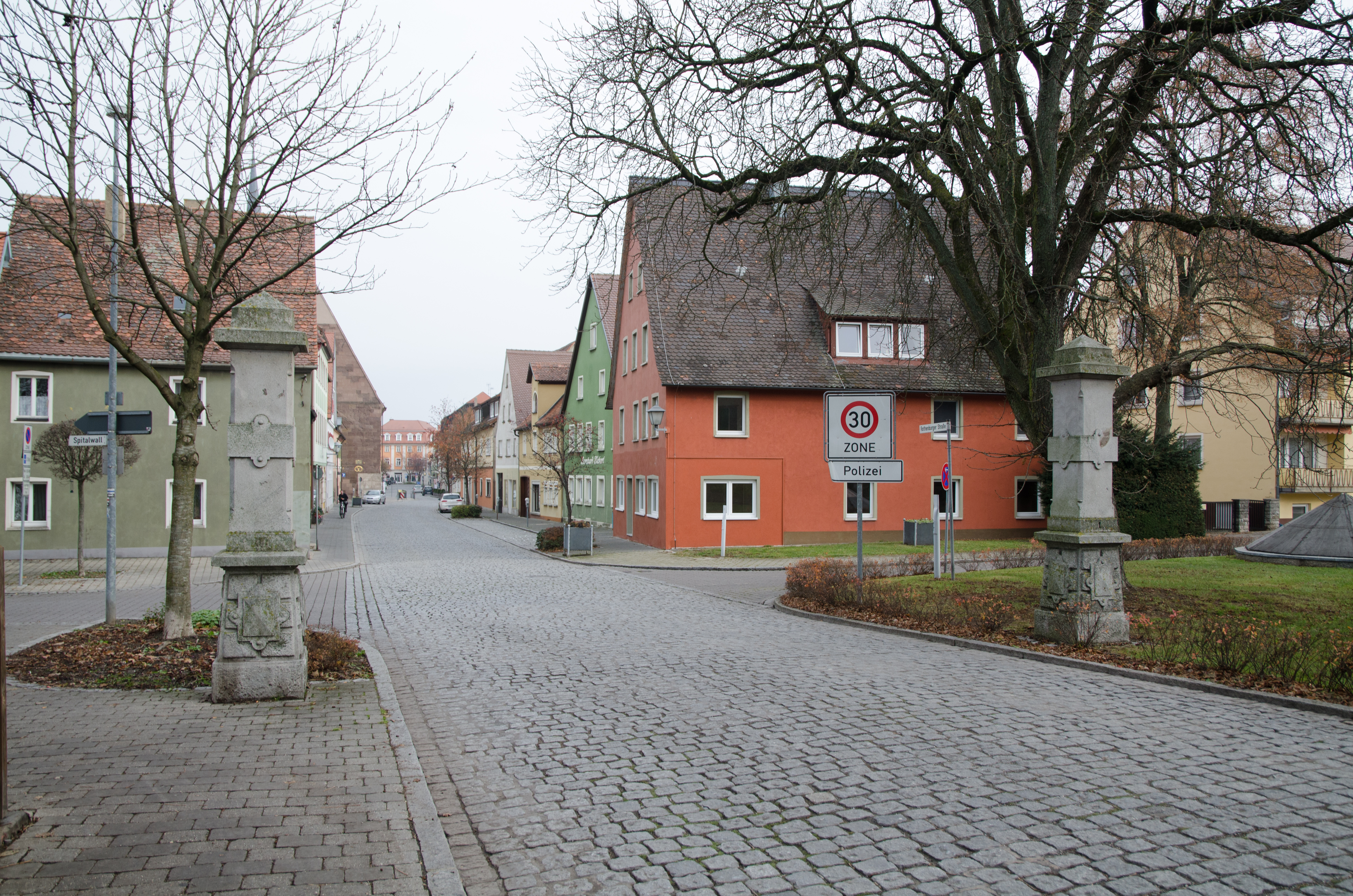
Rothenburger Straße von Westen

Umgrenzung: Herrngasse 2, Rothenburger Straße 1–26, 27, 29, 31, 33, Schwalbengasse 15. Die Rothenburger Straße ist eine weite platzartige Straße im südwestlichen Teil der äußeren Altstadt. Die Spitalkirche beherrscht die Nordseite. Die Bebauung ist vorwiegend zweigeschossig mit Fachwerkgiebelhäusern und barocken Mansardwalmdachhäusern.

| Lage                                                                             | Objekt | Beschreibung | Akten-Nr.               | Bild           |
| -------------------------------------------------------------------------------- | --- | --- | ----------------------- | -------------- |
| Herrngasse 2 (Standort)                                                          | Bürgerhaus | Dreigeschossiger Mansarddachbau in Ecklage, verputztes Fachwerk mit Nutung im Erdgeschoss und Kolossalpilastern, 1736 | D-5-75-112-44 Wikidata  | weitere Bilder |
| Rothenburger Straße 7 (Standort)                                                 | Wohnhaus | Zweigeschossiger, giebelständiger Satteldachbau, rückseitig mit Krüppelwalm und Lauben, verputztes Fachwerk, 1559 (dendrochronologisch datiert), tonnengewölbter Keller, vor 1300 | D-5-75-112-146 Wikidata | weitere Bilder |
| Rothenburger Straße 9 (Standort)                                                 | Fassaden eines Mansardwalmdachhauses | Um 1800 | D-5-75-112-147 Wikidata | weitere Bilder |
| Rothenburger Straße 11 (Standort)                                                | Wohnhaus | Zweigeschossiger Mansarddachbau in Ecklage, mit zweiflügliger klassizistischer Haustür, um 1800, im Kern spätmittelalterlich | D-5-75-112-148 Wikidata | weitere Bilder |
| Rothenburger Straße 12 (Standort)                                                | Wohnhaus | Zweigeschossiger, giebelständiger Satteldachbau, Fachwerkgiebel mit Fußstreben, geschweiften und genasten Andreaskreuzen, 1579 (dendrochronologisch datiert), Erd- und Obergeschoss verändert und verputzt | D-5-75-112-149 Wikidata | weitere Bilder |
| Rothenburger Straße 13 (Standort)                                                | Wohnhaus | Traufseitig, im Kern 18. Jahrhundert | D-5-75-112-150 Wikidata | weitere Bilder |
| Rothenburger Straße 14 (Standort)                                                | Gasthaus Zum goldenen Adler, zuvor zum schwarzen Bären                                                                                             | Stattlicher, zweigeschossiger, giebelständiger Satteldachbau, rückseitig mit Krüppelwalm, verputztes Fachwerkobergeschoss, im Kern südliches Erdgeschoss 1448 (dendrochronologisch datiert), Giebel mit K-Streben, Andreaskreuzen und teils geschweiften und gelochten Streben, Umbau 1617, Verlängerung nach Norden, 1776 | D-5-75-112-151 Wikidata | weitere Bilder |
| Rothenburger Straße 16 (Standort)                                                | Evangelisch-lutherische Spitalkirche Heilig Geist, auch Museum Kirche in Franken und Teil des Fränkischen Freilandmuseums Bad Windsheim, seit 2006 | Saalkirche, Sandsteinquaderbau mit Satteldach und eingezogenem Chor, 1416–21 (dendrochronologisch datiert), quadratischer Turm mit Pyramidendach, Mitte 16. Jahrhundert, Turmobergeschoss nach 1728, Instandsetzung, Sockelverkleidung mit Muschelkalkplatten, zweite Hälfte 19. Jahrhundert; mit Ausstattung              | D-5-75-112-202 Wikidata | weitere Bilder |
| Rothenburger Straße 16, Spitalgasse 1, 3, Alte Brunnengasse 1, 1 a, 3 (Standort) | Ehemaliges städtisches Spital Heilig Geist | Gegründet um 1318, Neubau der Anlage um 1420, L-förmiger Gebäudekomplex von der Spitalkirche an der Rothenburger Straße nördlich entlang der Spitalstraße und der Alte Brunnengasse | D-5-75-112-202 Wikidata | weitere Bilder |
| Spitalgasse 1, 3 (Standort)                                                      | Ehemaliges städtisches Spital Heilig Geist, Ostflügel                                                                                              | Dreiteilige Baugruppe, Mitteltrakt, dreigeschossiger Mansardwalmdachbau mit Zwerchhausgiebel, Fassadengliederung mit Lisenen und über Durchfahrt verkröpften Gurtgesims, symmetrische zweigeschossige Seitentrakte mit Satteldach, Fledermausgauben und zweigeschossigen Zwerchhäusern aus Fachwerk, 1728                  | D-5-75-112-202 Wikidata | weitere Bilder |
| Alte Brunnengasse 1, 1 a, 3 (Standort)                                           | Ehemaliges städtisches Spital Heilig Geist, Nordflügel, sogenanntes Brunnenhaus                                                                    | Mit ehemaligem Brunnenhaus, mittelalterlich, dreigeschossiger, lang gestreckter Satteldachbau mit massiver Mauer geteilt, Fachwerkobergeschosse leicht vorkragend mit paarigen Jochstreben, 1565 (dendrochronologisch datiert), 1569 (archivalisch), westliche Giebelwand modern                                           | D-5-75-112-202 Wikidata | weitere Bilder |
| Rothenburger Straße 17 (Standort)                                                | Bürgerhaus | Zweigeschossiger, traufständiger Mansarddachbau, Zwerchhaus mit Krüppelwalm, dort unverputztes, sonst verputztes Fachwerk, 18. Jahrhundert, Erdgeschoss erneuert | D-5-75-112-153 Wikidata | weitere Bilder |
| Rothenburger Straße 17 (Standort)                                                | Nebengebäude | Fachwerk, teils mit Lauben, 18. Jahrhundert | D-5-75-112-153 Wikidata | BW             |
| Rothenburger Straße 20 (Standort)                                                | Fassade eines reich gegliederten dreigeschossigen Bürgerhauses und Holztor                                                                         | Zweite Hälfte 18. Jahrhundert | D-5-75-112-155 Wikidata | weitere Bilder |
| Rothenburger Straße 21 (Standort)                                                | Wohnhaus | Zweigeschossiger, giebelständiger Satteldachbau mit Durchfahrt, Fachwerk mit Fußstreben und profilierten Bügen, im Kern zweite Hälfte 16. Jahrhundert, Umbau 1680, bezeichnet „1833“ | D-5-75-112-156 Wikidata | weitere Bilder |
| Rothenburger Straße 24 (Standort)                                                | Wohnhaus | Zweigeschossiger, traufständiger Satteldachbau, Fachwerkobergeschoss mit Andreaskreuzen, Zwerchhaus mit Schopf, um 1694/95 (dendrochronologisch datiert), Umbau und massiv unterfangen, 18. Jahrhundert | D-5-75-112-157 Wikidata | weitere Bilder |
| Rothenburger Straße 24 (Standort)                                                | Rückgebäude, ehemalige Färberwerkstatt | Eingeschossiger Satteldachbau mit Schopf, Fachwerk mit Kopf- und Jochstreben, 17. Jahrhundert | D-5-75-112-157 Wikidata | weitere Bilder |
| Rothenburger Straße 24 (Standort)                                                | Hoftor | Ziegelgedeckte Fachwerkkonstruktion mit korbbogiger Durchfahrt, wohl 18. Jahrhundert | D-5-75-112-157 Wikidata | weitere Bilder |
| Rothenburger Straße 25 (Standort)                                                | Eckhaus | Fachwerkobergeschoss, 18. Jahrhundert | D-5-75-112-158 Wikidata | weitere Bilder |
| Rothenburger Straße (Standort)                                                   | Zwei Pfeiler | Obeliskartig mit sich verjüngendem Postament, im Neurenaissancestil, Sandstein, bezeichnet „1884“; an Stelle des damals abgebrochenen Rothenburger Stadttores | D-5-75-112-160 Wikidata | weitere Bilder |

#### Seegasse
Umgrenzung: Seegasse 3, 5, 7, 8, 9, 10–30, 32, 34.  Der Straßenzug der Seegasse führt vom Weinmarkt mit einer anfänglichen S-Kurve östlich Richtung Nürnberg. An der Nordseite steht die Evangelische Nebenkirche St. Maria am See, auch Seekapelle genannt. Die repräsentative Gruppe der Häuser mit Zwerchdach Nr. 9, 11, 13 wurde von Stadtbaumeister Johann Michael Kraus erbaut. Zusammen mit den zweigeschossigen Giebelhäusern ergeben sie ein geschlossenes Straßenbild. An der Nordseite östlich der kleinen platzartigen Erweiterung erstreckt sich eine dreigeschossige traufseitige Häuserzeile. Daran schließt sich der stattliche Bau des Ochsenhofs an. Im Bereich des früheren Seetors wurde 1890 die städtische Turnhalle errichtet.

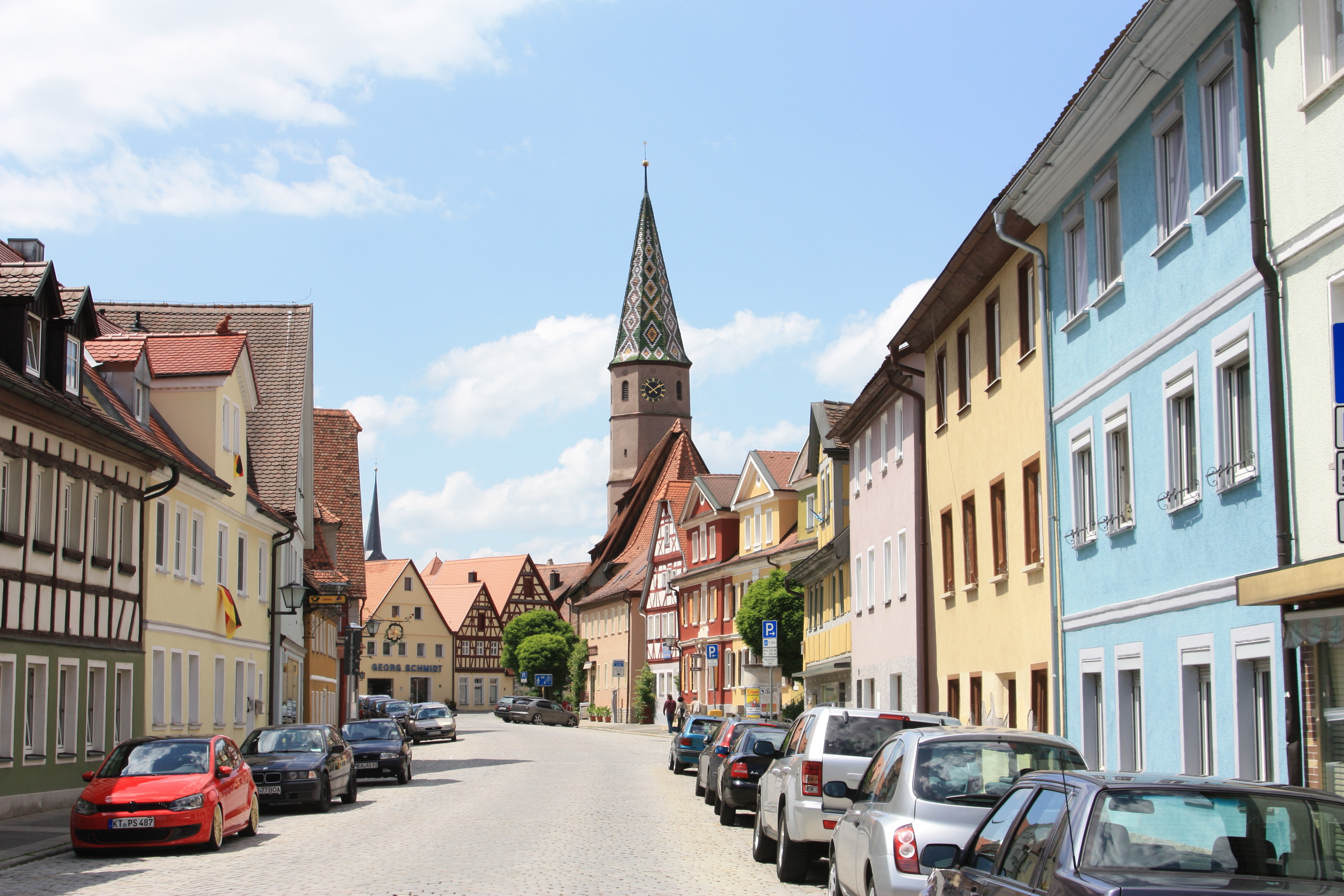
Seegasse von Osten
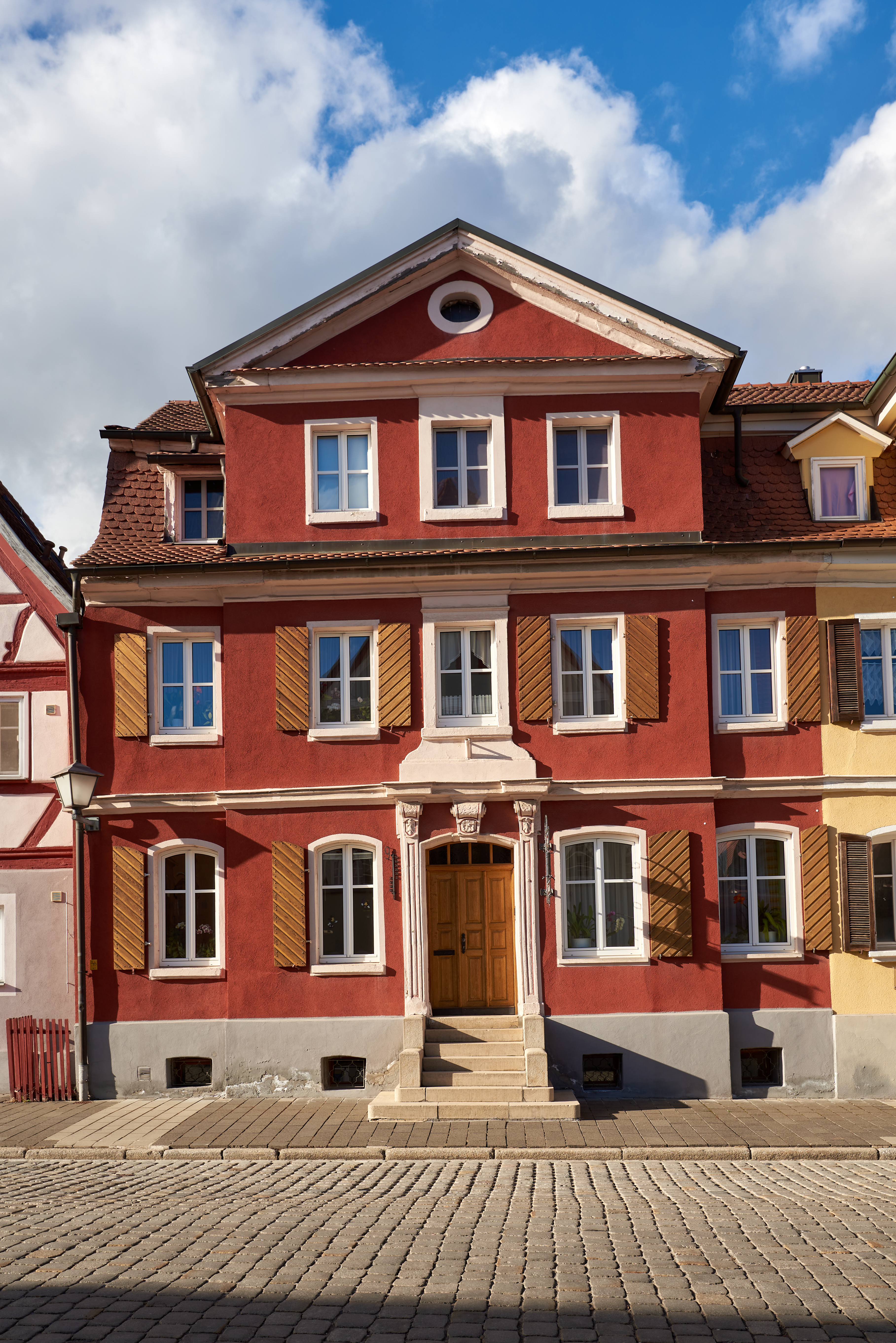
Baugruppe Seegasse 9, 11 und 13: Nr. 9
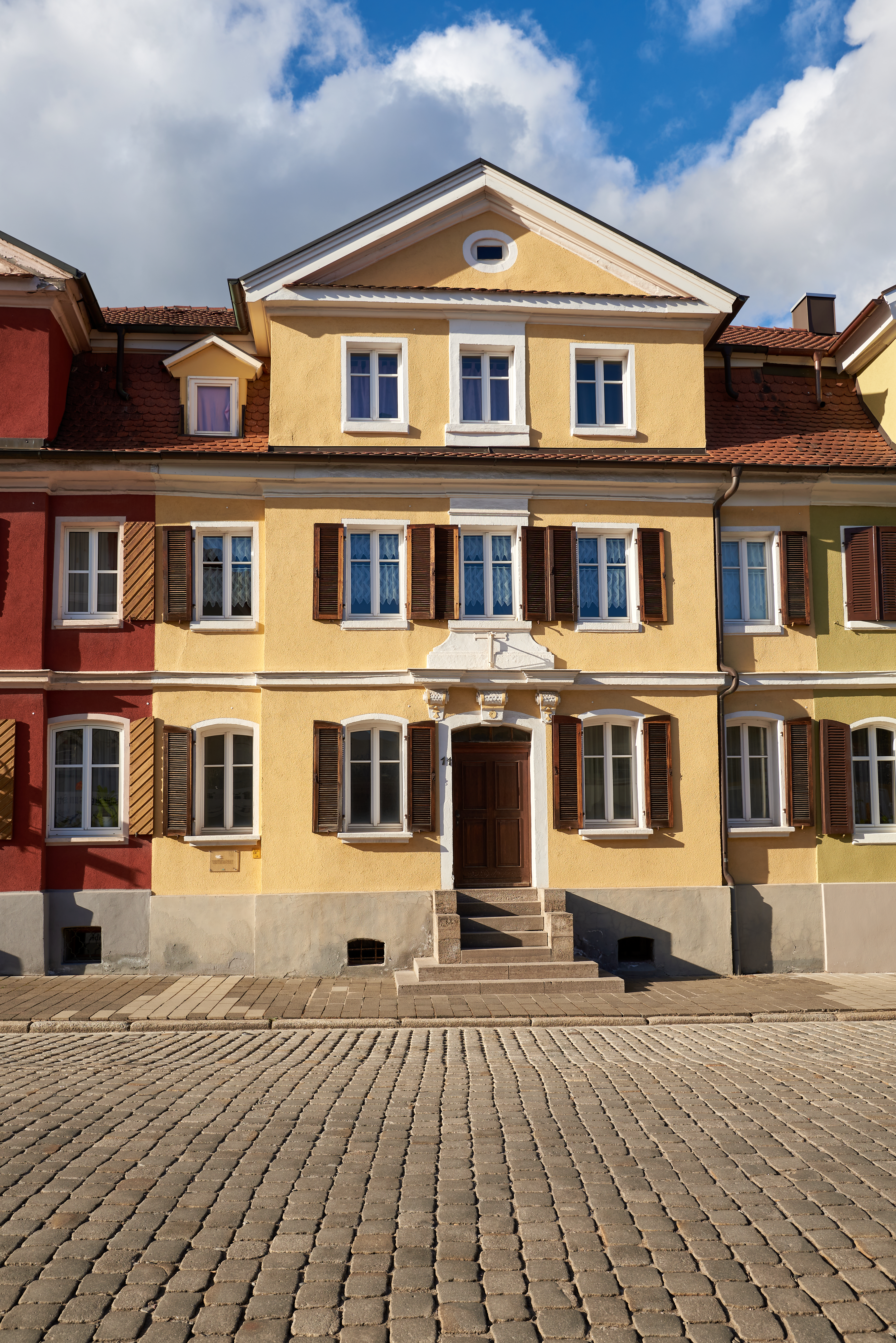
Baugruppe Seegasse 9, 11 und 13: Nr. 11
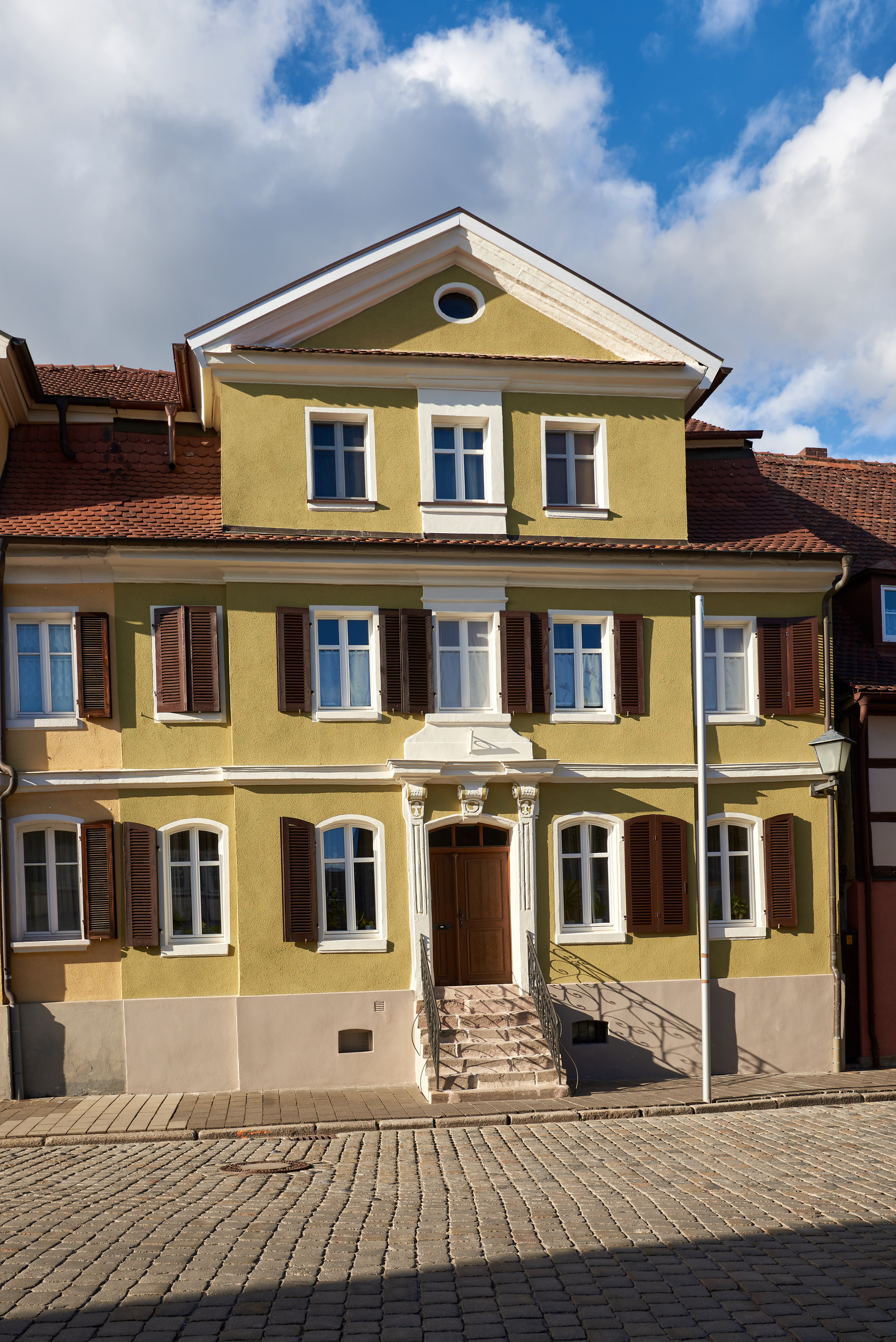
Baugruppe Seegasse 9, 11 und 13: Nr. 13
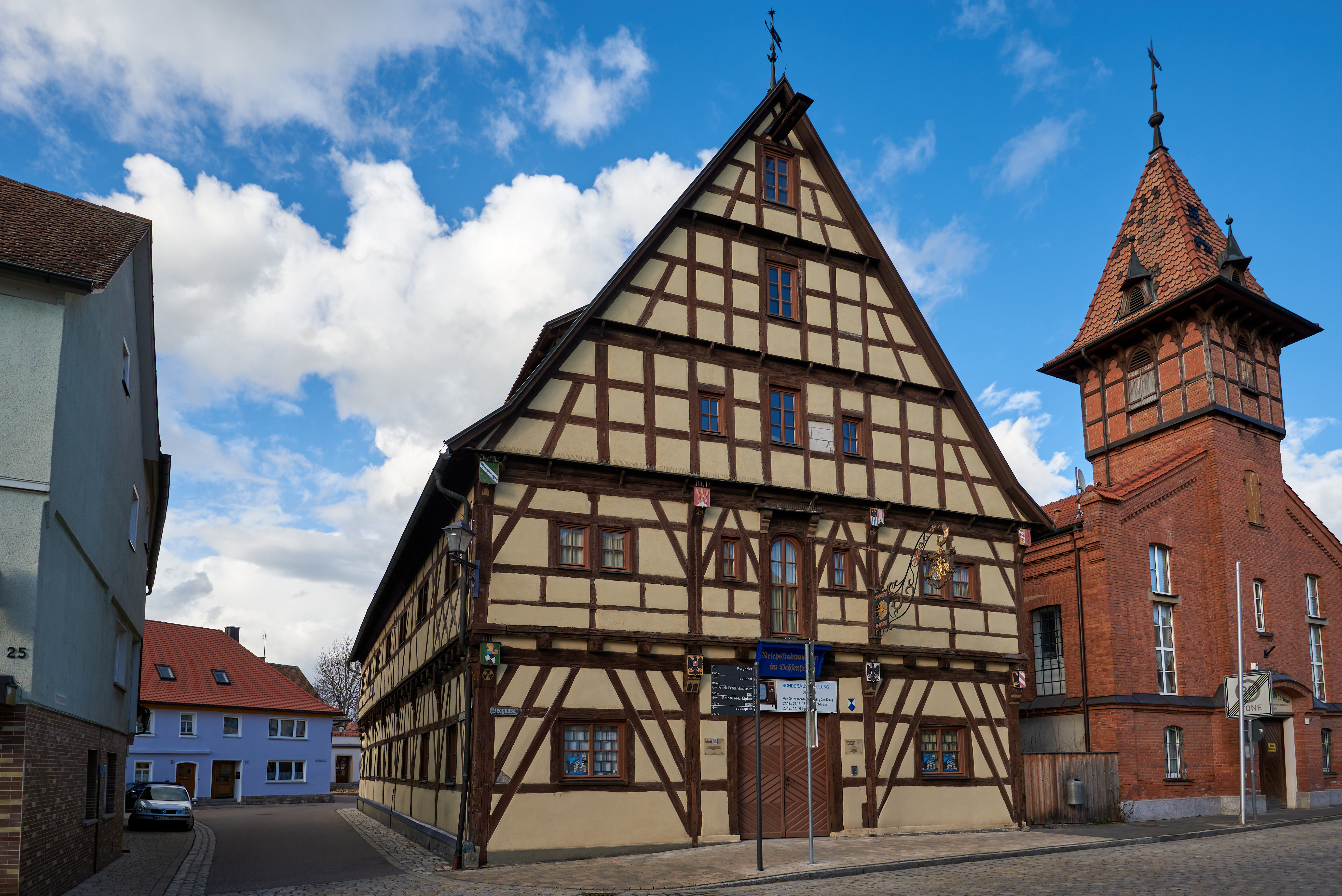
Ochsenhof
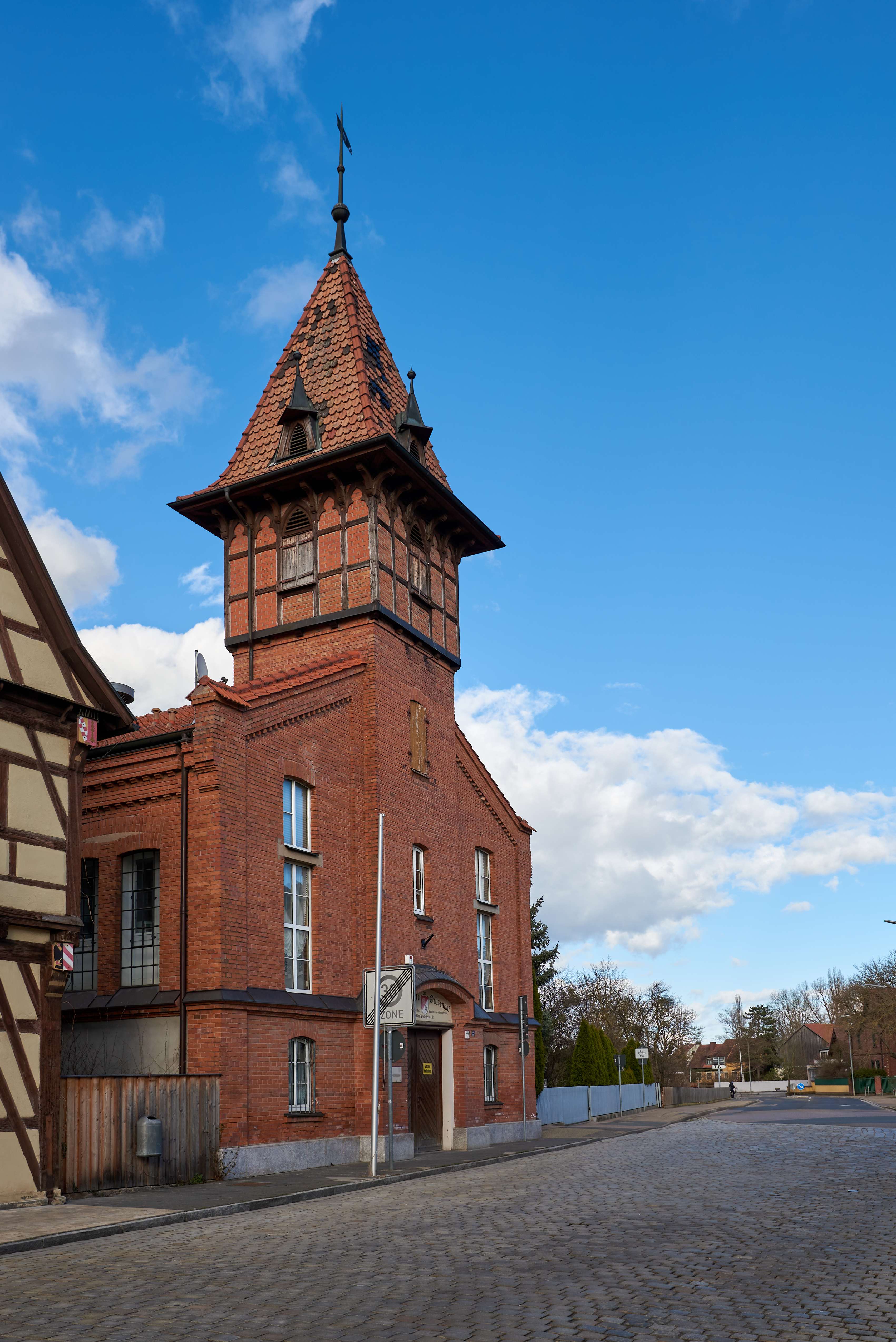
Turnhalle mit Reminiszenzen an das abgegangene Seetor

| Lage                          | Objekt                                                                                              | Beschreibung | Akten-Nr.               | Bild           |
| ----------------------------- | --------------------------------------------------------------------------------------------------- | --- | ----------------------- | -------------- |
| Seegasse 1 (Standort)         | Giebelhaus                                                                                          | 18./19. Jahrhundert, mit älterem Kern der 2. Hälfte des 16. Jahrhunderts | D-5-75-112-178 Wikidata | weitere Bilder |
| Seegasse 2 (Standort)         | Wohnhaus                                                                                            | Zweigeschossiger Satteldachbau auf stumpfwinkeligem Grundriss, mit Tordurchfahrt, Fachwerk mit aufwendigen Zierfeldern, zweite Hälfte 16. Jahrhundert, Umbau 18. Jahrhundert | D-5-75-112-179 Wikidata | weitere Bilder |
| Seegasse 2 (Standort)         | Scheune                                                                                             | Eingeschossiger Satteldachbau, Fachwerk, 17./18. Jahrhundert, teils erneuert | D-5-75-112-179 Wikidata | BW             |
| Seegasse 3 (Standort)         | Evangelisch-lutherische Nebenkirche St. Maria am See                                                | Eingeschossiger Saalbau aus Sandsteinquadern, Satteldach, mit eingezogenem Dreiachtelchor, Sakristeianbau und viergeschossigem Westturm, dessen Obergeschosse oktogonal mit Gurtgesimsens und Pyramidendach, 1400–05; mit Ausstattung                                                | D-5-75-112-180 Wikidata | weitere Bilder |
| Seegasse 7 (Standort)         | Wohnhaus                                                                                            | Zweigeschossiger, giebelständiger Satteldachbau mit Schopf, Fachwerk mit gebogenen Fußstreben, geschweiften, teils genasten oder gelochten Streben, 1518 (dendrochronologisch datiert), Erdgeschoss später massiv unterfangen                                                        | D-5-75-112-182 Wikidata | weitere Bilder |
| Seegasse 8, 10 (Standort)     | Ehemaliges Gasthaus Zum grünen Baum                                                                 | Zweigeschossiger giebelständiger Satteldachbau, Stockwerksbau, 1463 (dendrochronologisch datiert), Umbau 1560 (dendrochronologisch datiert), Fachwerkgiebel mit K-Streben, wohl 1711, Erdgeschoss massiv unterfangen, ehemals bezeichnet 1824                                        | D-5-75-112-183 Wikidata | weitere Bilder |
| Seegasse 10 (Standort)        | Nebengebäude mit ehemaliger Tordurchfahrt                                                           | Zweigeschossiger giebelständiger Satteldachbau, Fachwerkobergeschoss mit K-Streben, 1711 | D-5-75-112-183 Wikidata | weitere Bilder |
| Seegasse 9, 11, 13 (Standort) | Baugruppe von drei Wohnhäusern                                                                      | Zweigeschossiger, traufständiger Mansarddachbau, mit Gurtgesims, stichbogigen Wandöffnungen im Erdgeschoss, jeweils mit Zwerchhausrisalit, Pilaster flankierten Portalen und Freitreppe mit schmiedeeisernem Geländer (Nr. bei Nr. 13 erhalten), Michael Krauß Mitte 18. Jahrhundert | D-5-75-112-184 Wikidata | weitere Bilder |
| Seegasse 10 (Standort)        | Wohnhaus                                                                                            | Zweigeschossiger Satteldachbau, Fachwerk, im Kern vor 1550, 17. Jahrhundert | D-5-75-112-185 Wikidata | weitere Bilder |
| Seegasse 12 (Standort)        | Wohnhaus                                                                                            | Dreigeschossiger Mansarddachbau mit breiter Giebelgaube, stichbogige Wandöffnungen im Erdgeschoss, Putzgliederung mit Nutung, Gurtgesimse, Mitte 18. Jahrhundert | D-5-75-112-187 Wikidata | weitere Bilder |
| Seegasse 12 (Standort)        | Nebengebäude                                                                                        | Zweigeschossiger Satteldachbau, Fachwerk, mit Tordurchfahrt, Mitte/zweite Hälfte 18. Jahrhundert | D-5-75-112-187 Wikidata | weitere Bilder |
| Seegasse 14 (Standort)        | Wohnhaus                                                                                            | Zweigeschossiger giebelständiger Satteldachbau, rückseitig mit Krüppelwalm, Stockwerksbau, teils verputzt, im Kern erste Hälfte 16. Jahrhundert, kleinere Veränderungen 18. Jahrhundert                                                                                              | D-5-75-112-189 Wikidata | weitere Bilder |
| Seegasse 14 (Standort)        | Nebengebäude                                                                                        | Eingeschossiger Pultdachbau, Fachwerk, wohl 18. Jahrhundert | D-5-75-112-189 Wikidata | weitere Bilder |
| Seegasse 17 (Standort)        | Wohnhaus                                                                                            | Zweigeschossiger Satteldachbau mit Schopf, Fachwerk mit Fußstreben, teils verputzt, im Kern zweite Hälfte 16. Jahrhundert, Umbau erste Hälfte 19. Jahrhundert | D-5-75-112-190 Wikidata | weitere Bilder |
| Seegasse 21 (Standort)        | Wohnhaus                                                                                            | Dreigeschossiger, traufseitiger Putzbau, 17./18. Jahrhundert, älterer Kern vor 1600 | D-5-75-112-192 Wikidata | weitere Bilder |
| Seegasse 22 (Standort)        | Wohnhaus                                                                                            | Zweigeschossiger Mansarddachbau mit Walmgaube, verputztes Fachwerk, 18. Jahrhundert, wohl älterer Kern | D-5-75-112-193 Wikidata | weitere Bilder |
| Seegasse 23 (Standort)        | Traufseitiger Putzbau                                                                               | 17./18. Jahrhundert | D-5-75-112-194 Wikidata | weitere Bilder |
| Seegasse 24 (Standort)        | Wohnhaus                                                                                            | Zweigeschossiger, traufständiger Satteldachbau, Fachwerk teils verputzt, 1392 (dendrochronologisch datiert), Westgiebel, wohl letztes Viertel 16. Jahrhundert, wiederholt umgebaut                                                                                                   | D-5-75-112-195 Wikidata | weitere Bilder |
| Seegasse 25 (Standort)        | Wohnhaus                                                                                            | Dreigeschossiger, traufseitiger Putzbau, zweite Hälfte 16. Jahrhundert | D-5-75-112-196 Wikidata | weitere Bilder |
| Seegasse 26 (Standort)        | Giebelhaus                                                                                          | Zweigeschossiger giebelständiger Satteldachbau, Fachwerk verputzt, im Kern zweite Hälfte 16. Jahrhundert, Keller bezeichnet „1645“, rückseitig Fachwerkgiebel, 18. Jahrhundert | D-5-75-112-197 Wikidata | weitere Bilder |
| Seegasse 26 (Standort)        | Nebengebäude                                                                                        | Zweigeschossiger Satteldachbau mit Fachwerklaube, zweite Hälfte 17. Jahrhundert | D-5-75-112-197 Wikidata | BW             |
| Seegasse 27 (Standort)        | Ehemalige Scheune, sogenannter Ochsenhof, ehemaliges Brandenburgisches Kastenhaus, Museum seit 1981 | Zweigeschossiger frei stehender Satteldachbau, nördlich mit Krüppelwalm, Fachwerk vorkragend mit dreifachen Kopfstreben, bezeichnet „1537“ (dendrochronologisch datiert), Dachstuhl erneuert 17./18. Jahrhundert, Südgiebel erneuert 18./19. Jahrhundert                             | D-5-75-112-198 Wikidata | weitere Bilder |
| Seegasse 29 (Standort)        | Städtische Turnhalle                                                                                | Zweigeschossiger giebelständiger Satteldachbau aus unverputzten Ziegelmauerwerk, straßenseitige Turmfassade mit Pyramidendach und Fachwerkobergeschoss, 1890 | D-5-75-112-199 Wikidata | weitere Bilder |
| Seegasse 34 (Standort)        | Gasthof Zum goldenen Anker                                                                          | Zweigeschossiger Mansardwalmdachbau mit Zwerchhaus und Lisenen, verputztes Fachwerk, 18. Jahrhundert | D-5-75-112-200 Wikidata | weitere Bilder |

#### Spitalgasse
Umgrenzung: Spitalgasse 5, 7, 9, 11–43, Zehntgasse 12. Die Spitalgasse nördlich des Heilig-Geist-Spitals ist relativ weit angelegt und lockerer bebaut als die Kernbereiche der Altstadt und erhält dadurch einen vorstädtischen Charakter. In diesem Bereich der Spitalgasse wurden nach dem Dreißigjährigen Krieg planmäßig zurückgebliebene Soldaten angesiedelt.

| Lage                      | Objekt                                                              | Beschreibung | Akten-Nr.               | Bild           |
| ------------------------- | ------------------------------------------------------------------- | --- | ----------------------- | -------------- |
| Spitalgasse 25 (Standort) | Ehemaliges Nebengebäude des Gasthauses Goldene Traube (abgebrochen) | Zweigeschossiger Walmdachbau mit Durchfahrt, Fachwerk mit K-Streben, rückseitig hölzerne Lauben, modern bezeichnet „1561“ (dendrochronologisch datiert), Walmdach jünger | D-5-75-112-205 Wikidata | weitere Bilder |

#### Weinmarkt
Umgrenzung: Weinmarkt 1–8, Schwalbengasse 1, Kegetstraße 11, 12. Der kleine rechteckige Platz wurde im Zusammenhang mit dem Bau der Wasserleitung nach Illesheim ab 1572 angelegt. Im nordöstlichen Bereich an der Einmündung der Kegetstraße erhebt sich der sogenannte Schöne Brunnen. Die Gebäude Weinmarkt 2 und 6 sind Zeugnisse der barocken Überformung des Stadtkerns. Das Gasthaus zum Storchen entstammt im Kern des 13. Jahrhunderts und ist damit eines der ältesten Fachwerkhäuser Frankens.

| Lage                        | Objekt                                                                 | Beschreibung | Akten-Nr.               | Bild           |
| --------------------------- | ---------------------------------------------------------------------- | --- | ----------------------- | -------------- |
| Schwalbengasse 1 (Standort) | Wohnhaus                                                               | Zweigeschossiger Walmdachbau, Klinkerfassade mit Sandsteingliederung und Risalit, andere Seiten schlichter mit Gipssteinmauerwerk, um 1900 | D-5-75-112-176 Wikidata | weitere Bilder |
| Weinmarkt (Standort)        | Brunnenanlage, sogenannter Schöner oder Neuer Brunnen                  | Oktogonales Bassin mit Kugelbesatz, Kalkstein, mittig korinthische Säule mit Figur Kaiser Karls VI., abgegrenzt durch schmiedeeisernes Gitter, Johann Crato und Jobst Jäger 1572, Bassin 1590, Figur 1725/26, Ersatz durch eine Kopie von Georg Leitner 1904; im Zusammenhang mit Wasserleitung von Illesheim, 1542                                | D-5-75-112-226 Wikidata | weitere Bilder |
| Weinmarkt 2 (Standort)      | Wohnhaus                                                               | Dreigeschossiger Mansarddachbau, Fachwerk verputzt, reich gegliederte Rokokofassade mit Putznutung und stichbogigen Wandöffnungen im Erdgeschoss, Pilaster, verkröpfte Gesimse, geohrte profilierte Fensterrahmungen und Stuckkartuschen, Mitte 18. Jahrhundert, im Kern wohl spätmittelalterlich                                                  | D-5-75-112-223 Wikidata | weitere Bilder |
| Weinmarkt 3 (Standort)      | Wohnhaus                                                               | Zweigeschossiger giebelständiger Satteldachbau, verputztes Fachwerk, im Kern Geschossbau, um 1420 (dendrochronologisch datiert) | D-5-75-112-344 Wikidata | weitere Bilder |
| Weinmarkt 4 (Standort)      | Wohnhaus                                                               | Dreigeschossiger Mansarddachbau, Fachwerk, straßenseitig reiche Putzgliederung mit Nutung in Erdgeschoss und bei Lisenen und verkröpften Gesimsen, wohl nach Plänen von Johann David Steingruber, Mitte 18. Jahrhundert, älterer Kern | D-5-75-112-224 Wikidata | weitere Bilder |
| Weinmarkt 6 (Standort)      | Gasthaus Zum Storchen                                                  | Zweigeschossiger, breit gelagerter Satteldachbau, im Kern 1296 (dendrochronologisch datiert), Dacheinbauten 1368 (dendrochronologisch datiert), Fachwerkgiebel mit gebogenen Fußstreben und geschweiften und genasten Fußbügen, zweite Hälfte 16. Jahrhundert, älterer Keller mit Gipssteingewölben, Hauswände sonst verputzt oder massiv erneuert | D-5-75-112-225 Wikidata | weitere Bilder |
| Weinmarkt 7 (Standort)      | Scheune, sogenannte Teufelsscheune, ehemals zu Brauerei Teufel gehörig | Zweigeschossiger Satteldachbau, Fachwerk, Erdgeschoss 1341 (dendrochronologisch datiert), Obergeschoss und Dachwerk, 18. Jahrhundert | D-5-75-112-345 Wikidata | weitere Bilder |

#### Restliche Kernstadt
| Lage                                                                    | Objekt                                                                    | Beschreibung | Akten-Nr.               | Bild           |
| ----------------------------------------------------------------------- | ------------------------------------------------------------------------- | --- | ----------------------- | -------------- |
| Aisch (Standort)                                                        | Sogenannte Westheimer Brücke                                              | Einbogiger Sandsteinquaderbau mit Brüstungen, 1612 | D-5-75-112-230 Wikidata | weitere Bilder |
| Alte Brunnengasse 2 (Standort)                                          | Wohnhaus                                                                  | Zweigeschossiger, traufständiger Walmdachbau mit Fledermausgauben, Fachwerk mit Joch- und Gefachstreben, hölzerne, profilierte und geohrte Rahmungen, 1730 (dendrochronologisch datiert) | D-5-75-112-5 Wikidata   | weitere Bilder |
| An der Alten Weed 10 (Standort)                                         | Gasthaus ehemals Zur Alten Weed                                           | Zweigeschossiger Mansarddachbau, Putzgliederung mit Ecklisenen, verkröpften Gurtgesims und Konsolen über stichbogiger Tür, zweite Hälfte 18. Jahrhundert | D-5-75-112-8 Wikidata   | weitere Bilder |
| An der Alten Weed 18 (Standort)                                         | Wohnhaus                                                                  | Zweigeschossiger, giebelständiger Satteldachbau, Fachwerk mit leicht gebogenen Fußstreben und genasten Bügen, im Kern Stockwerksbau, zweite Hälfte 16. Jahrhundert, bezeichnet „1648“, später massiv unterfangen und erneuert | D-5-75-112-10 Wikidata  | weitere Bilder |
| An der Heuwaag 1 (Standort)                                             | Ehemaliges Bethaus, Jugendhaus Pastorius seit 1986                        | Zweigeschossiger, traufständiger Walmdachbau, Fachwerk mit K-Streben, rückseitige Galerie, ehemals bezeichnet „1710“ | D-5-75-112-12 Wikidata  | weitere Bilder |
| An der Neuen Weed 1 (Standort)                                          | Wohnhaus                                                                  | Zweigeschossiger, traufständiger Satteldachbau, Fachwerkobergeschoss bis auf Straßenseite verputzt, um 1500 | D-5-75-112-13 Wikidata  | weitere Bilder |
| An der Neuen Weed 1 (Standort)                                          | Scheune                                                                   | Eingeschossiger Satteldachbau, Fachwerk, zweite Hälfte 16. Jahrhundert | D-5-75-112-13 Wikidata  | weitere Bilder |
| Bauhofwall 22 (Standort)                                                | Wohnhaus                                                                  | Eingeschossiger, giebelständiger Satteldachbau, Fachwerkgiebel mit Fußstreben, zweite Hälfte 16. Jahrhundert, Erdgeschoss erneuert | D-5-75-112-16 Wikidata  | weitere Bilder |
| Brenckgasse 5; Brenckgasse 7; Brenckgasse 9 (Standort)                  | Wohnhausgruppe                                                            | Drei zweigeschossige Mansarddachbauten, mit durchlaufendem Gesims und Lisenen mit Putznutung, Nr. 5 mit korbbogigem Tor, zweite Hälfte 18. Jahrhundert, Umbau Nr. 9, bezeichnet „1842“ | D-5-75-112-18 Wikidata  | weitere Bilder |
| Brenckgasse 11 (Standort)                                               | Wohnhaus                                                                  | Zweigeschossiger Mansardwalmdachbau, 18. Jahrhundert | D-5-75-112-19 Wikidata  | weitere Bilder |
| Dr.-Martin-Luther-Platz 4, bei der Kilianskirche (Standort)             | Kriegerdenkmal, Deutsch-Französischer Krieg, Erster Weltkrieg             | Terrassenanlage mit rolandartiger Pfeilerfigur eines Ritters, nach Entwurf von Fritz Mayer, Ph. Widmer, Bildhauer M. Waldmann 1927/28, Tafeln für Opfer des Zweiten Weltkrieges hinzugefügt, nach 1945 | D-5-75-112-117 Wikidata | weitere Bilder |
| Eisengasse 1 (Standort)                                                 | Wohnhaus, sogenanntes Bürgermeister-Eisen-Haus                            | Frei stehender, zweigeschossiger Satteldachbau mit Schopf, östlicher Anbau, reiches Zierfachwerk mit teils geschweiften Bügen, Zahnschnittfries und Schnitzereien, bezeichnet „1562“, Erdgeschoss teils massiv erneuert | D-5-75-112-25 Wikidata  | weitere Bilder |
| Eisengasse 1 (Standort)                                                 | Hofmauer                                                                  | massiv, 18/19. Jahrhundert | D-5-75-112-25 Wikidata  | weitere Bilder |
| Nähe Eisengasse, ehemals zu Seegasse 12 gehörig (Standort)              | Scheune                                                                   | Giebelständiger Fachwerkbau mit Satteldach und Krüppelwalm im Westen, 2. Hälfte 17. Jh. | D-5-75-112-588          | weitere Bilder |
| Engerergasse 7 (Standort)                                               | Ehemaliges Bürgerhaus, jetzt Evangelisch-lutherisches Gemeindehaus        | Zweigeschossiger, verputzter Fachwerkbau mit Walmdach, Zwerchhaus mit Walmdach und Walmdachgauben, Portaleinfassung mit reichem Stuckornament, rückwärtig viergeschossiger Fachwerk-Treppenturm mit Walmdach und Ausguck mit Pyramidendach, errichtet 1708, Turm 1728, Ausguck 1736, Portal bezeichnet „1780“                                                                              | D-5-75-112-26 Wikidata  | weitere Bilder |
| Engerergasse 7 (Standort)                                               | Hofmauer mit -tor                                                         | Verputzte Mauer mit Satteldachabschluss und reich geschnitztem, hölzernen Korbbogentor mit Pilastergliederung, 18. Jh. | D-5-75-112-26 Wikidata  | weitere Bilder |
| Engerergasse 7 (Standort)                                               | Ehemaliges Studiolo                                                       | Eingeschossiger Satteldachbau über L-förmigem Grundriss, Fachwerk, 1728, später Waschhaus, 19./1. Hälfte 20. Jahrhundert | D-5-75-112-26 Wikidata  | weitere Bilder |
| Engerergasse 7 (Standort)                                               | Remise                                                                    | Zweigeschossiger Satteldachbau, im Erdgeschoss offen, Fachwerk mit Sichtziegelfüllung, bezeichnet „1775“ | D-5-75-112-26 Wikidata  | BW             |
| Bauhofwall 12 (Standort)                                                | Pavillon                                                                  | Eingeschossiger, achtseitiger Putzbau mit Walmdach, 18. Jh., im Inneren neu ausgestattet um 1900 | D-5-75-112-26 Wikidata  | weitere Bilder |
| Erbsengasse 5 (Standort)                                                | Wohnhaus                                                                  | Zweigeschossiger Satteldachbau, Fachwerk mit Andreaskreuzen, um 1700, Erdgeschoss später massiv unterfangen | D-5-75-112-28 Wikidata  | weitere Bilder |
| Erbsengasse 6 (Standort)                                                | Wohnhaus                                                                  | Zweigeschossiger traufständiger Mansarddachbau, mit Kellereingang und zwei Wappensteinen, Mitte 18. Jahrhundert, Fachwerkobergeschoss modern | D-5-75-112-29 Wikidata  | weitere Bilder |
| Erbsengasse 13, Husarengasse 6 (Standort)                               | Doppelwohnhaus                                                            | Zweigeschossiger Walmdachbau, verputztes Fachwerk mit Pilastern, nördlich zweiläufige Außentreppe, Hof mit Lauben, 18. Jahrhundert | D-5-75-112-53 Wikidata  | weitere Bilder |
| Fuchsengasse 7 (Standort)                                               | Ehemaliges Blut-/Scharfrichterhaus                                        | Zweigeschossiger, giebelständiger Krüppelwalmdachbau, Fachwerk mit Fußstreben, 1622, Erdgeschoss massiv unterfangen, später | D-5-75-112-30 Wikidata  | weitere Bilder |
| Gänsgasse 4 (Standort)                                                  | Ehemaliges Pfarrhaus der Spitalkirche                                     | Zweigeschossiger, traufständiger Satteldachbau, verputztes Fachwerk, rückseitig Galerie, 1498 (dendrochronologisch datiert), Erdgeschoss massiv erneuert | D-5-75-112-330 Wikidata | weitere Bilder |
| Hafenmarkt 2 (Standort)                                                 | Ehemalige Scheune und Löschgerätehaus                                     | Zweigeschossiger Krüppelwalmdachbau, Reste von verblattetem Fachwerk, 1476 (dendrochronologisch datiert), straßenseitiger Fachwerkgiebel mit K-Streben, zweite Hälfte 17. Jahrhundert | D-5-75-112-31 Wikidata  | weitere Bilder |
| Hafenmarkt 5 (Standort)                                                 | Wohnhaus                                                                  | Zweigeschossiger, traufständiger Satteldachbau, mit einfachen Putzrahmungen, 18. Jahrhundert | D-5-75-112-32 Wikidata  | weitere Bilder |
| Hagelsteingasse 2 (Standort)                                            | Bürgerhaus                                                                | Zweigeschossiger Mansardwalmdachbau mit Zwerchhaus, Putzgliederung mit Gurtgesims und Lisenen, zweite Hälfte 18. Jahrhundert, zweiläufige Außentreppe mit schmiedeeisernem Gitter, wohl 19. Jahrhundert | D-5-75-112-33 Wikidata  | weitere Bilder |
| Hagelsteingasse 6 (Standort)                                            | Wohnhaus                                                                  | Zweigeschossiger, giebelständiger Satteldachbau, Fachwerk teils verputzt, 1668/69 (dendrochronologisch datiert), mit rückseitiger jüngerer Laube, nördlicher Anbau, 1869 (dendrochronologisch datiert) | D-5-75-112-35 Wikidata  | weitere Bilder |
| Hainsergasse 4 (Standort)                                               | Scheune                                                                   | Eingeschossiger Krüppelwalmdachbau, Fachwerk mit paarigen Jochstreben, um 1600 | D-5-75-112-333 Wikidata | weitere Bilder |
| Hainserwall 14 (Standort)                                               | Ehemalige Roßmühle                                                        | Eingeschossiger Walmdachbau, Fachwerk mit Kopfstreben, im Kern zweite Hälfte 16. Jahrhundert, östlich Satteldachanbau, teils erneuert | D-5-75-112-39 Wikidata  | weitere Bilder |
| Hainserwall 14 (Standort)                                               | Walmdachhaus                                                              | Erdgeschossiger Fachwerkständerbau, 16. Jahrhundert | D-5-75-112-37 Wikidata  | weitere Bilder |
| Hainserwall 16 (Standort)                                               | Ehemaliges Hirtenhaus                                                     | Eingeschossiger, traufständiger Halbwalmdachbau, westlich Walm mit ehemaligem Eulenloch, östlich ursprünglich Krüppelwalm, Fachwerk, 1459 (dendrochronologisch datiert), Erdgeschoss später massiv erneuert | D-5-75-112-38 Wikidata  | weitere Bilder |
| Herrngasse 1 (Standort)                                                 | Wohnhaus                                                                  | Zweigeschossiger, giebelständiger Satteldachbau, im Kern vor 1600, Straßengiebel mit Gurtgesims, profilierten Rahmungen und Stuckrelief, bezeichnet „1791“ | D-5-75-112-43 Wikidata  | weitere Bilder |
| Herrngasse 7 (Standort)                                                 | Wohnhaus                                                                  | Zweigeschossiger traufständiger Fachwerkbau, verputzt, mit Satteldach und rückwärtiger Altane, im Kern von 1459 (dendrochronologisch datiert), Umbau 18./19. Jahrhundert | D-5-75-112-334 Wikidata | weitere Bilder |
| Herrngasse 8 (Standort)                                                 | Wohnhaus                                                                  | Zweigeschossiger giebelständiger Krüppelwalmdachbau, Fachwerk mit Fußstreben und gelochten Kopfbügen, 1580 (dendrochronologisch datiert), Dach jünger, Bau verlängert im 18. Jahrhundert | D-5-75-112-45 Wikidata  | weitere Bilder |
| Herrngasse 9 (Standort)                                                 | Wohnhaus                                                                  | Zweigeschossiger traufständiger Satteldachbau, verputztes Fachwerk, mit rückwärtiger Altane, im Kern 1442 (dendrochronologisch datiert), Umbauten im 17., 18. und 19. Jahrhundert | D-5-75-112-335 Wikidata | weitere Bilder |
| Herrngasse 10 (Standort)                                                | Wohnhaus                                                                  | Zweigeschossiger traufständiger Satteldachbau mit Giebelgauben, verputztes Fachwerk, um 1700, Fassadengestaltung um 1870, rückwärtiger dreigeschossiger Anbau, 18. Jahrhundert, später massiv unterfangen und aufgestockt | D-5-75-112-349 Wikidata | weitere Bilder |
| Herrngasse 10 (Standort)                                                | Scheune                                                                   | Zweigeschossiger Satteldachbau, Fachwerk, 18. Jahrhundert | D-5-75-112-349 Wikidata | weitere Bilder |
| Hinterm Fischstand, am Ufer der Aisch (Standort)                        | Gartenhaus                                                                | Eingeschossiger, giebelständiger Satteldachbau, Fachwerk, 18./19. Jahrhundert | D-5-75-112-212 Wikidata | weitere Bilder |
| Holzmarkt 7 (Standort)                                                  | Wohnhaus                                                                  | Zweigeschossiger giebelständiger Satteldachbau, neogotische Backsteinfassade mit Treppengiebel, Erker und Sandsteinelementen, östlich dreigeschossiger Turm mit Pyramidendach, um 1885/90 | D-5-75-112-48 Wikidata  | weitere Bilder |
| Holzmarkt 9 (Standort)                                                  | Wohnhaus                                                                  | Eingeschossiger giebelständiger Satteldachbau, im Kern 1445 (dendrochronologisch datiert), Straßengiebel mit K-Streben 1691 (dendrochronologisch datiert), östlich Zwerchhaus, Gitterfachwerk, später | D-5-75-112-49 Wikidata  | weitere Bilder |
| Holzmarkt 22 (Standort)                                                 | Ehemaliges Gasthaus zum Schwan                                            | Zweigeschossiger giebelständiger Satteldachbau, verputztes Fachwerk, im Kern 1469 (dendrochronologisch datiert), Giebelfachwerk und Dach, 1599 (dendrochronologisch datiert), östlicher Anbau 1689 (dendrochronologisch datiert), rückseitig zweigeschossige Laube, 18./19. Jahrhundert, Erdgeschoss später massiv unterfangen                                                             | D-5-75-112-52 Wikidata  | weitere Bilder |
| Holzmarkt 22 (Standort)                                                 | Laube                                                                     | Zweigeschossige Laube 18./19. Jahrhundert | D-5-75-112-52 Wikidata  | weitere Bilder |
| Husarengasse 1 (Standort)                                               | Wohnhaus                                                                  | Zweigeschossiger Fachwerkbau, wohl 1713 mit Felsenkeller, weitverzweigte, zweigeschossige Bier- und Eiskelleranlage, im Kern wohl 13. Jahrhundert, Erweiterungen 1865 und 1875 | D-5-75-112-337 Wikidata | weitere Bilder |
| Husarengasse 11 (Standort)                                              | Ehemaliger Gasthof, sogenannte Bierschenke                                | Zweigeschossiger giebelständiger Satteldachbau, Fachwerk mit Kopf- und Fußstreben, um 1450, Erdgeschoss modern | D-5-75-112-227 Wikidata | weitere Bilder |
| Husarengasse 11 (Standort)                                              | Nebengebäude mit Hoftor                                                   | Zweigeschossiger, L-förmiger Satteldach- und Stockwerksbau, Fachwerk mit Streben und Andreaskreuzen, teils Schuppen- und Zopfschnitzerei, zweite Hälfte 16. Jahrhundert | D-5-75-112-227 Wikidata | weitere Bilder |
| Husarengasse 11 (Standort)                                              | Ehemalige Scheune                                                         | Zweigeschossiger Satteldachbau mit westlichem Walm, Fachwerkgiebel mit Jochstreben und Gesims mit Zahnschnitt, 2. Hälfte 16. Jh., Zweitverwendung von Steinmaterial der Älteren Stadtmauer | D-5-75-112-227 Wikidata | weitere Bilder |
| Husarengasse 11 (Standort)                                              | Ältere Stadtmauer                                                         | Mauerzug im Garten erkennbar | D-5-75-112-227 Wikidata | weitere Bilder |
| Jaeckelgasse 4 (Standort)                                               | Stattliches zweigeschossiges Giebelhaus                                   | Fachwerk, rückseitig Lauben, bezeichnet „1619“ | D-5-75-112-54 Wikidata  | weitere Bilder |
| Jaeckelgasse 4 (Standort)                                               | Einfahrtstor                                                              | | D-5-75-112-54 Wikidata  | weitere Bilder |
| Jaeckelgasse 4 (Standort)                                               | Fachwerknebengebäude                                                      | Zweigeschossig, 1623 | D-5-75-112-54 Wikidata  | weitere Bilder |
| Jaeckelgasse 8 (Standort)                                               | Wohnhaus                                                                  | Mit Bauteilen der älteren Stadtmauer; vergleiche Ältere Stadtbefestigung | D-5-75-112-55 Wikidata  | weitere Bilder |
| Johanniterstraße 26 (Standort)                                          | Wohn- und Geschäftshaus, ehemals eines Steinmetzen                        | Zweigeschossiger, giebelständiger Satteldachbau mit rückseitigem Krüppelwalm, Fassade mit Schweifgiebel und aufwendigen Jugendstildekor, bezeichnet „1905“ | D-5-75-112-60 Wikidata  | weitere Bilder |
| Judenhöflein 1 (Standort)                                               | Wohnhaus                                                                  | Zweigeschossiger Mansardwalmdachbau mit spätbarocker Gliederung und Portal mit drei Konsolen, um 1760 | D-5-75-112-361 Wikidata | weitere Bilder |
| Knörrgasse 2 (Standort)                                                 | Ehemaliges Gefängnis der Reichsstadt, sogenanntes Storchennest, Fronveste | Zweigeschossiger Krüppelwalmdachbau, Stockwerkbau mit vorkragendem Obergeschoss und verblatteten Streben, 1426 (dendrochronologisch datiert) | D-5-75-112-70 Wikidata  | weitere Bilder |
| Knörrgasse 6 (Standort)                                                 | Wohnhaus                                                                  | Zweigeschossiger, traufständiger Krüppelwalmdachbau, Fachwerk mit genasten Andreaskreuzen, modern bezeichnet „1768“, älterer Kern | D-5-75-112-72 Wikidata  | weitere Bilder |
| Knörrgasse 6 (Standort)                                                 | Scheune                                                                   | Zweiteilige Fachwerkbaugruppe, zu Knörrgasse: zweigeschossiger Satteldachbau mit vorkragendem Giebel | D-5-75-112-72 Wikidata  | weitere Bilder |
| Knörrgasse 6 (Standort)                                                 | Scheune                                                                   | Zweiteilige Fachwerkbaugruppe, zu Kumpfgasse: eingeschossiger Mansardgiebelbau, 18. Jahrhundert | D-5-75-112-72 Wikidata  | BW             |
| Knörrgasse 11 (Standort)                                                | Ehemaliges Kellerhaus                                                     | Eingeschossiger Satteldachbau, Fachwerk, 1689 (dendrochronologisch datiert), Kellerzugang, Fachwerk, mit Pultdach angeschlossen, zweigeschossiges tonnengewölbtes Kellergangsystem im Flächenbereich der älteren Stadtbefestigung, spätmittelalterlich | D-5-75-112-74 Wikidata  | weitere Bilder |
| Kumpfgasse 1 (Standort)                                                 | Wohnhaus                                                                  | Zweigeschossiger Satteldach- und Stockwerksbau, zweifach vorkragender Fachwerkgiebel mit teils profilierten und geschnitzten Bügen, 1542–44 (dendrochronologisch datiert) | D-5-75-112-83 Wikidata  | weitere Bilder |
| Kurpark (Standort)                                                      | Kurpark                                                                   | Im Südteil axiale Ausrichtung auf Kurhaus, Nordteil weiter Landschaftspark, östlich in Nord-Süd-Ausrichtung mehrreihige Allee von Kastanien- und Lindenbäumen nach markgräflichem Ansbacher Vorbild 1730, Ausbau der Gartenanlage bei Errichtung des Kurhauses um 1906, Umgestaltung 1938/39, Vergrößerung 1968                                                                            | D-5-75-112-85 Wikidata  | weitere Bilder |
| Metzgergasse 4 (Standort)                                               | Kleinhaus                                                                 | Eingeschossiger, giebelständiger Bruchsteinbau mit Satteldach, dendro.dat. 1537/38, Veränderungen 18./19. Jh. | D-5-75-112-553          | weitere Bilder |
| Metzgergasse 5 (Standort)                                               | Wohnhaus                                                                  | Zweigeschossiger Walmdachbau mit ausladendem Traufgesims, um 1710 | D-5-75-112-89 Wikidata  | weitere Bilder |
| Metzgergasse 7 (Standort)                                               | Wohnhaus                                                                  | Zweigeschossiger, giebelständiger Satteldachbau, verputzter Stockwerksbau, 1436–37 (dendrochronologisch datiert), Dach um 1700, vorgesetzter Kellerhals mit Satteldach, Fachwerk, bezeichnet „1604“ | D-5-75-112-91 Wikidata  | weitere Bilder |
| Metzgergasse 13 (Standort)                                              | Wohnhaus                                                                  | Eingeschossiger, giebelständiger Mansarddachbau, Fachwerk, 18. Jahrhundert | D-5-75-112-95 Wikidata  | weitere Bilder |
| Metzgergasse 15 (Standort)                                              | Bürgerhaus                                                                | Zweigeschossiger, giebelständiger Fachwerkbau mit Satteldach und einseitigem Vollwalm, verputzt, im Kern wohl von 1426 (dendrochronologisch datiert), Umbau um 1700 | D-5-75-112-332 Wikidata | weitere Bilder |
| Metzgergasse 20 (Standort)                                              | Wohnhaus                                                                  | Zweigeschossiger, traufständiger Satteldachbau, Fachwerk mit Fuß- und K-Streben, zweite Hälfte 17. Jahrhundert, Erdgeschoss massiv unterfangen, wohl 19. Jahrhundert | D-5-75-112-97 Wikidata  | weitere Bilder |
| Metzgergasse 21 (Standort)                                              | Wohnhaus                                                                  | Eingeschossiger Krüppelwalmdachbau über L-förmigen Grundriss, verputztes Fachwerk, im Kern 1416 (dendrochronologisch datiert), Umbau 18. Jahrhundert | D-5-75-112-98 Wikidata  | BW             |
| Metzgergasse 22 (Standort)                                              | Wohnhaus                                                                  | Zweigeschossiger, giebelständiger Krüppelwalmdachbau, Fachwerk, drei hölzerne, profilierte und geohrte Fensterrahmungen, 18. Jahrhundert | D-5-75-112-99 Wikidata  | weitere Bilder |
| Metzgergasse 24 (Standort)                                              | Wohnhaus                                                                  | Zweigeschossiger Mansardwalmdachbau mit Fachwerkobergeschoss und Gauben, 1751 (dendrochronologisch datiert) | D-5-75-112-101 Wikidata | weitere Bilder |
| Metzgergasse 29 (Standort)                                              | Wohnhaus                                                                  | Zweigeschossiger, giebelständiger Satteldachbau in Ecklage, Stockwerksbau, Fachwerk teils verputzt, im Kern um 1600, teils erneuert | D-5-75-112-105 Wikidata | weitere Bilder |
| Metzgergasse 32 (Standort)                                              | Wohnhaus                                                                  | Zweigeschossiger Mansardwalmdachbau, Fachwerk Ständerbau, im Kern 1421 (dendrochronologisch datiert), Umbau 18./19. Jahrhundert | D-5-75-112-106 Wikidata | weitere Bilder |
| Metzgergasse 36, 38 (Standort)                                          | Doppelwohnhaus                                                            | Zweigeschossiger Satteldachbau, Fachwerk, um 1650 | D-5-75-112-107 Wikidata | weitere Bilder |
| Metzgergasse 40 (Standort)                                              | Doppelwohnhaus                                                            | Eingeschossiger, breit gelagerter Mansarddachbau mit Giebelgauben, an Südwestecke hausteingefasstes Rundbogenportal, 18. Jahrhundert | D-5-75-112-108 Wikidata | weitere Bilder |
| Schäfergasse 2 (Standort)                                               | Doppelwohnhaus                                                            | Eingeschossiger, breit gelagerter Mansarddachbau mit Giebelgauben, an Südwestecke hausteingefasstes Rundbogenportal, 18. Jahrhundert | D-5-75-112-108 Wikidata | weitere Bilder |
| Metzgergasse 42 (Standort)                                              | Gasthaus Zur goldenen Traube                                              | Zweigeschossiger Walmdachbau mit Anbauten, schmiedeeisernes Wirtshausschild, erstes Viertel 19. Jahrhundert, über älterem Kern | D-5-75-112-109 Wikidata | weitere Bilder |
| Metzgergasse 48 (Standort)                                              | Scheune                                                                   | Eingeschossiger Satteldachbau mit einseitigem Krüppelwalm, Fachwerk, 15. Jahrhundert | D-5-75-112-110 Wikidata | weitere Bilder |
| Metzgergasse 52 (Standort)                                              | Wohnhaus                                                                  | Zweigeschossiger, weitgehend verputzter Stockwerksbau mit Kopfstreben, 1437 (dendrochronologisch datiert), Walmdach mit Fledermausgaube, 18. Jahrhundert | D-5-75-112-112 Wikidata | weitere Bilder |
| Metzgergasse 53; Nordring 20 (Standort)                                 | Katholische Pfarrkirche St. Bonifaz                                       | Eingeschossiger Saalbau, Langhaus mit Halbwalmdach und Dachreiter mit Zwiebelhaube, eingezogener Chor, nördlich eingeschossiger Anbau mit Eingangsportal, Putzgliederung mit Pilastern und profilierten, teils geohrten Rahmungen; mit Ausstattung | D-5-75-112-113 Wikidata | weitere Bilder |
| Metzgergasse 53 (Standort)                                              | Pfarrhaus                                                                 | Zweigeschossiger Walmdachbau, mit eingeschossigem Verbindungsbau zur Kirche, Putzgliederung mit Pilastern und profilierten Rahmungen | D-5-75-112-113 Wikidata | weitere Bilder |
| Metzgergasse 53 (Standort)                                              | Hofmauer                                                                  | Massiv verputzt, Steinplattenabdeckung, östlich schmiedeeisernes Tor; Fritz Mayer 1938/39 | D-5-75-112-113 Wikidata | weitere Bilder |
| Metzgergasse 56 (Standort)                                              | Fachwerkwohnhaus                                                          | Traufseitig, zweigeschossig, bäuerlich, Satteldach, hölzerner Laubengang, zweite Hälfte 16. Jahrhundert | D-5-75-112-115 Wikidata | weitere Bilder |
| Oberntiefer Straße (Standort)                                           | Steinkreuz                                                                | Verwitterter Sandstein, spätmittelalterlich | D-5-75-112-233 Wikidata | weitere Bilder |
| Pfarrgasse 3 (Standort)                                                 | Wohnhaus                                                                  | Zweigeschossiger, giebelständiger Satteldachbau, Fachwerk mit K-Streben, 1512 (dendrochronologisch datiert) | D-5-75-112-133 Wikidata | weitere Bilder |
| Pfarrgasse 3 (Standort)                                                 | Hoftor                                                                    | Ziegelgedeckte Holzkonstruktion, 18./19. Jahrhundert | D-5-75-112-133 Wikidata | weitere Bilder |
| Pfarrgasse 5 (Standort)                                                 | Eckhaus                                                                   | Stattliches Walmdachhaus, 18. Jahrhundert | D-5-75-112-134 Wikidata | weitere Bilder |
| Pfarrgasse 5 (Standort)                                                 | Fachwerkanbau                                                             | Rückseitig | D-5-75-112-134 Wikidata | weitere Bilder |
| Pfarrgasse 14 (Standort)                                                | Ehemaliges Pfarrhaus                                                      | Traufständiger, dreigeschossiger, rückseitig zweigeschossiger Satteldachbau, zweites Obergeschoss Fachwerk mit Fuß- und Kopfstreben, Holzgalerie, 1471 (dendro.dat.), Dachstuhl später erneuert | D-5-75-112-135 Wikidata | weitere Bilder |
| Pfarrgasse 15 (Standort)                                                | Ehemaliges evangelisch-lutherisches Dekanat                               | Ursprünglich Bürgerhaus, zweigeschossiger Walmdachbau, mit Eckpilastern, Gurtgesims und geohrter, profilierter Türrahmung, 1715 (dendrochronologisch datiert), rückwärtig Anbau mit Studiolo, 1719 (dendrochronologisch datiert) | D-5-75-112-136 Wikidata | weitere Bilder |
| Schirmergasse 14 (Standort)                                             | Scheune                                                                   | Satteldachbau mit Fachwerk, 18. Jahrhundert | D-5-75-112-136 Wikidata | weitere Bilder |
| Pfarrgasse 17 (Standort)                                                | Wohnhaus                                                                  | Zweigeschossiger Satteldach- und Säulenbau, Giebelfachwerk mit geschweiften und genasten Andreaskreuzen und Streben, 1516 (dendrochronologisch datiert), Westteil zweite Hälfte 16. Jahrhundert | D-5-75-112-137 Wikidata | weitere Bilder |
| Pfarrgasse 17 (Standort)                                                | Scheune                                                                   | Eingeschossiger Satteldachbau, Fachwerk, zweite Hälfte 16. Jahrhundert | D-5-75-112-137 Wikidata | weitere Bilder |
| Rektorgäßchen 2 (Standort)                                              | Wohnhaus                                                                  | Zweigeschossiger Krüppelwalmdachbau in Ecklage, verputztes Fachwerk, vor 1600, Dach jünger, Galerie erneuert | D-5-75-112-141 Wikidata | weitere Bilder |
| Riemenschneidergasse 1 b (Standort)                                     | Wohnhaus                                                                  | Zweigeschossiger, traufständiger Satteldachbau, Fachwerk weitgehend verputzt, wohl erste Hälfte 16. Jahrhundert, davor giebelständiger, zweigeschossiger Satteldachbau, Fachwerk, 18. Jahrhundert, älterer Kern | D-5-75-112-142 Wikidata | weitere Bilder |
| Rothenburger Straße 32 (Standort)                                       | Ehemaliges Zollhaus                                                       | Eingeschossiger Walmdachbau, straßenseitig mit weitem Dachüberstand, Fachwerk mit Jochstreben, 18. Jahrhundert, hierher versetzt 1938 | D-5-75-112-159 Wikidata | weitere Bilder |
| Sandhüttengasse 1 (Standort)                                            | Wohnhaus                                                                  | Zweigeschossiger giebelständiger Satteldachbau, Fachwerk teils verputzt, Giebel leicht vorkragend, um 1550 | D-5-75-112-161 Wikidata | weitere Bilder |
| Sandhüttengasse 9 (Standort)                                            | Doppelwohnhaus                                                            | Zweigeschossiger Walmdachbau mit Fledermausgaube, Gurtgesims und stichbogiger Tür, frühes 19. Jahrhundert, Haushälfte Nr. 11 erneuert | D-5-75-112-162 Wikidata | weitere Bilder |
| Saubergasse 2 (Standort)                                                | Wohnhaus                                                                  | Eingeschossiger, traufständiger Satteldachbau mit einseitigem Krüppelwalm, verputztes Fachwerk, im Kern erste Hälfte 16. Jahrhundert | D-5-75-112-340 Wikidata | weitere Bilder |
| Saubergasse 4 (Standort)                                                | Wohnhaus                                                                  | Eingeschossiger, traufständiger Satteldachbau, teils verputztes Fachwerk, Ostgiebel mit Joch- und Fußstreben, im Kern erste Hälfte 16. Jahrhundert | D-5-75-112-341 Wikidata | weitere Bilder |
| Schirmergasse 2 (Standort)                                              | Wohn- und Geschäftshaus                                                   | Neogotischer, dreigeschossiger Walmdachbau, Hausecke mit Zwerchhausrisalit und Balkon, um 1870/80 | D-5-75-112-165 Wikidata | weitere Bilder |
| Schirmergasse 4 a (Standort)                                            | Wohnhaus                                                                  | Zweigeschossiger, traufständiger Satteldachbau, verputzter Stockwerksbau, im Kern nach 1447 (dendrochronologisch datiert) | D-5-75-112-46 Wikidata  | weitere Bilder |
| Schirmergasse 4 a (Standort)                                            | Ausleger                                                                  | Mit Schlosserzeichen, schmiedeeisern, frühes 19. Jahrhundert | D-5-75-112-46 Wikidata  | weitere Bilder |
| Schirmergasse 5 (Standort)                                              | Wohnhaus                                                                  | Zweigeschossiger Mansardwalmdachbau, Fachwerkobergeschoss mit Jochstreben, modern bezeichnet „1756“ | D-5-75-112-167 Wikidata | weitere Bilder |
| Schumberggasse 1 (Standort)                                             | Wohnhaus                                                                  | Zweigeschossiger, giebelständiger Satteldachbau, Fachwerk, rückwärtig hölzerne Laube, 1525 (dendrochronologisch datiert), First gedreht, Dachwerk, 1654 (dendrochronologisch datiert), Umbau 18. Jahrhundert, östlicher Anbau, später | D-5-75-112-173 Wikidata | weitere Bilder |
| Schumberggasse 3 (Standort)                                             | Evangelisch-lutherisches zweites Pfarrhaus                                | Zweigeschossiger Satteldachbau, verputztes Fachwerkobergeschoss, Fachwerkgiebel, Eckquaderung im Erdgeschoss, Gurtgesims, älterer Kern, Umbau 18. Jahrhundert, zweiflüglige Holztür erste Hälfte 19. Jahrhundert, westlicher Anbau mit Krüppelwalm, Fachwerk mit Andreaskreuzen, zweite Hälfte 16. Jahrhundert                                                                             | D-5-75-112-174 Wikidata | weitere Bilder |
| Schumberggasse 6 (Standort)                                             | Ehemalige Deutsche Schule, ehemaliges Heimatmuseum, Gasthaus seit 1989    | Stattlicher Krüppelwalmdachbau, östlich nur Schopf, Stockwerke vorkragend, Fachwerk mit teils gelochten Fußstreben, nördlich Laubengang, bezeichnet „1569“, Umbau 1725; mit Ausstattung | D-5-75-112-175 Wikidata | weitere Bilder |
| Schüsselmarkt 1 a (Standort)                                            | Wohnhaus                                                                  | Dreigeschossiger Satteldachbau, verputztes Fachwerk, im Kern 1378–80 (dendrochronologisch datiert), westlich Krüppelwalm, später | D-5-75-112-169 Wikidata | weitere Bilder |
| Schüsselmarkt 4 (Standort)                                              | Wohnhaus                                                                  | Zweigeschossiger, traufständiger Satteldachbau, Fachwerk, um 1450, Fassade mit Lisenen, Gurtgesims und stichbogige Haustür flankiert von Pilastern, Mitte 18. Jahrhundert | D-5-75-112-171 Wikidata | weitere Bilder |
| Schüsselmarkt 4a (Standort)                                             | Hofmauer                                                                  | Verputzte Fachwerkmauer mit Korbbogentor und Satteldachaufsatz, wohl Mitte 18. Jahrhundert | D-5-75-112-171 Wikidata | weitere Bilder |
| Schüsselmarkt 7 (Standort)                                              | Gasthaus Zu den drei Kronen                                               | Zweigeschossiger, giebelständiger Satteldachbau mit Schopf, Geschossbau, im Kern von 1333/34 (dendrochronologisch datiert), Umbau 1442 (dendrochronologisch datiert), vorkragender Giebel mit K-Streben und Zahnschnittfries, 1528, rückliegender Anbau in Verlängerung, 1368 (dendrochronologisch datiert), umgebaut 1449 (dendrochronologisch datiert), Umbau wohl 1528; mit Ausstattung | D-5-75-112-172 Wikidata | weitere Bilder |
| Schüsselmarkt 7 (Standort)                                              | Scheune                                                                   | Eingeschossiger, traufständiger Satteldachbau, Fachwerk mit Jochstreben, zweite Hälfte 17. Jahrhundert | D-5-75-112-172 Wikidata | weitere Bilder |
| Schwalbengasse 3 (Standort)                                             | Wohnhaus                                                                  | Zweigeschossiger, giebelständiger Satteldachbau, Fachwerk, teils verputzt mit profiliertem Gurtgesims, tonnengewölbter Keller, um 1200, 1543 (dendrochronologisch datiert), Verlängerung 1558 (dendrochronologisch datiert), Giebelfachwerke erneuert 1810 (dendrochronologisch datiert)                                                                                                   | D-5-75-112-342 Wikidata | weitere Bilder |
| Schwalbengasse 3 (Standort)                                             | Wohnhaus                                                                  | Rückseitiger, direkt anschließender, dreigeschossiger Satteldachbau, Fachwerk mit Galerie im ersten Obergeschoss, 1463 (dendrochronologisch datiert), Aufstockung 1497 (dendrochronologisch datiert), Erdgeschoss erneuert | D-5-75-112-342 Wikidata | weitere Bilder |
| Schwalbengasse 13, Nähe Holzmarkt (Standort)                            | Wohnhaus                                                                  | Zweigeschossiger, giebelständiger Satteldachbau, Fachwerk mit Fußstreben, gelochten Bügen und genasten Andreaskreuzen, zweite Hälfte 16. Jahrhundert, Erdgeschoss modern erneuert | D-5-75-112-177 Wikidata | weitere Bilder |
| Spitalgasse 2 (Standort)                                                | Wohnhaus                                                                  | Zweigeschossiger Walmdachbau mit verputztem Fachwerk und profiliertem Gurtgesims, 18. Jahrhundert | D-5-75-112-201 Wikidata | weitere Bilder |
| Spitalgasse 2 (Standort)                                                | Nebengebäude                                                              | Zweigeschossiger Satteldachbau mit einseitiger Mansarde, verputztes Fachwerkobergeschoss, 18. Jahrhundert, wohl älterer Kern | D-5-75-112-201 Wikidata | weitere Bilder |
| Spitalgasse 4 (Standort)                                                | Wohnhaus                                                                  | Zweigeschossiger, giebelständiger Satteldachbau mit verputztem Fachwerk, wohl 18. Jahrhundert | D-5-75-112-203 Wikidata | weitere Bilder |
| Spitalgasse 4 (Standort)                                                | Nebengebäude                                                              | Fachwerk, wohl älterer Kern | D-5-75-112-203 Wikidata | BW             |
| Spitalwall 16 (Standort)                                                | Ehemalige Zehentscheune                                                   | Zweigeschossiger Satteldachbau mit Schopf, Fachwerk mit drei Dachgeschossen, Fußstreben, geschweiften und genasten Bügen, ehemals bezeichnet „1565“, Umbauten 18./19. Jahrhundert | D-5-75-112-347 Wikidata | weitere Bilder |
| Spitalwall 32 (Standort)                                                | Ehemaliges Zeughaus, jetzt Wohnhaus                                       | Massivbau, dreigeschossig mit Walmdach, im Kern 1427, erweitert 1612, mehrere Veränderungen bis ins 20. Jahrhundert | D-5-75-112-207 Wikidata | weitere Bilder |
| Spitalwall 32 (Standort)                                                | Wachhäuschen                                                              | Niedrig, beidseitig des ehemaligen Zeughauses, wohl 18. Jahrhundert | D-5-75-112-207 Wikidata | BW             |
| Spitalwall 32 (Standort)                                                | Hofmauer mit zwei Toren                                                   | Verputztes Ziegelmauerwerk mit Blendarkaden und Ziegelabdeckung, um 1859 | D-5-75-112-207 Wikidata | weitere Bilder |
| Stellergasse 5 (Standort)                                               | Wohnhaus                                                                  | Zweigeschossiger, giebelständiger Satteldachbau, Fachwerk, teils massiv unterfangen, im Kern Teil eines einst größeren Baus, 1351 (dendrochronologisch datiert), Dach gedreht und erneuert, 1668 (dendrochronologisch datiert), Ausbau 18. Jahrhundert | D-5-75-112-209 Wikidata | weitere Bilder |
| Stellergasse 8 (Standort)                                               | Wohnhaus                                                                  | Zweigeschossiger Satteldachbau in Ecklage, Fachwerk verputzt mit vorkragendem Giebel, um 1600, Anbau mit klassizistischer Holztür, Umbau, spätes 18. Jahrhundert | D-5-75-112-210 Wikidata | weitere Bilder |
| Stellergasse 11 (Standort)                                              | Wohnhaus                                                                  | Zweigeschossiger Walmdachbau in Ecklage, teils verputztes Fachwerk, mit Zwerchhaus, Pilastern, Gurtgesims, Rundbogenportal mit Pilasterrahmung, erste Hälfte 18. Jahrhundert, älterer Kern | D-5-75-112-211 Wikidata | weitere Bilder |
| Südring 3 (Standort)                                                    | Ehemalige Mühle, sogenannte Mittelmühle                                   | Zweigeschossiger breit gelagerter Walmdachbau, mit Gurtgesims, stichbogigen Wandöffnungen und geschnitzter zweiflügliger Eingangstür, Mitte 19. Jahrhundert | D-5-75-112-213 Wikidata | weitere Bilder |
| Wassergasse 1 (Standort)                                                | Wohnhaus                                                                  | Zweigeschossiger, traufständiger Krüppelwalmdachbau in Ecklage, verputzter Geschossbau, im Kern 1374/75 (dendrochronologisch datiert) | D-5-75-112-343 Wikidata | weitere Bilder |
| Wassergasse 3 (Standort)                                                | Wohnhaus                                                                  | Zweigeschossiger Walmdachbau in Ecklage, verputztes Fachwerkbau, im Kern Geschossbau, 1409 (dendrochronologisch datiert), Umbau 18. Jahrhundert | D-5-75-112-216 Wikidata | weitere Bilder |
| Wassergasse 6 (Standort)                                                | Wohnhaus                                                                  | Zweigeschossiger Mansarddachbau, Putzgliederung mit verkröpften Gurtgesims und Lisenen, zweite Hälfte 18. Jahrhundert | D-5-75-112-219 Wikidata | weitere Bilder |
| Wassergasse 8, neben Spitalgasse 10, gehört zu Wassergasse 5 (Standort) | Fachwerkscheune                                                           | Hölzerne Hofeinfahrt, 18. Jahrhundert | D-5-75-112-204 Wikidata | weitere Bilder |
| Wassergasse 8 (Standort)                                                | Ehemaliges Gasthaus zum Lamm                                              | Zweigeschossiger Mansardgiebeldachbau, Putzgliederung mit Gurtgesimsen, Nutung und Lisenen, im Kern Stockwerksbau, 1541 (dendrochronologisch datiert), massiver Umbau um 1750 | D-5-75-112-220 Wikidata | weitere Bilder |
| Wassergasse 8 (Standort)                                                | Rückgebäude                                                               | Zweigeschossiger Satteldachbau, Fachwerk mit Jochstreben und Laube 1567 (dendrochronologisch datiert) | D-5-75-112-220 Wikidata | weitere Bilder |
| Wassergasse 8 (Standort)                                                | Scheune                                                                   | Eingeschossiger Satteldachbau mit Jochstrebenpaaren, erste Hälfte 18. Jahrhundert | D-5-75-112-220 Wikidata | weitere Bilder |
| Wassergasse 8 (Standort)                                                | Hoftor                                                                    | Korbbogige Durchfahrt, ziegelgedeckte Holzkonstruktion, 18. Jahrhundert | D-5-75-112-220 Wikidata | weitere Bilder |
| Wassergasse 9 (Standort)                                                | Wohnhaus                                                                  | Zweigeschossiger, giebelständiger Satteldachbau, Fachwerk mit Jochstreben, rückseitig Lauben, 1740, Erdgeschoss erneuert | D-5-75-112-221 Wikidata | weitere Bilder |
| Wassergasse 15 (Standort)                                               | Wohnhaus                                                                  | Zweigeschossiger Mansardwalmdachbau in Ecklage, 18. Jahrhundert, ehemals bezeichnet „1806“ | D-5-75-112-222 Wikidata | weitere Bilder |
| Wasserleitung (Standort)                                                | Wasserleitung                                                             | Spätmittelalterlich, seit 1443 nachweisbar, System hölzerner Röhrenfahrten innerhalb der Altstadt großenteils erhalten und teilweise noch in Betrieb; ab 1542 Anlage der aischparallelen Wasserleitung von Illesheim, die bei der Eisengasse in die Stadt eintritt; nicht nachqualifiziert, im Bayerischen Denkmal-Atlas nicht kartiert                                                    | D-5-75-112-3 Wikidata   | BW             |
| Weinturm, auf ehemaligem Weinberg nordwestlich der Stadt (Standort)     | Wartturm, sogenannter Weinturm                                            | Zweigeschossiger Rundturm mit oktogonalem Obergeschoss und Pyramidendach, wiedererrichtet 1496 | D-5-75-112-232 Wikidata | weitere Bilder |
| Nähe Westheimer Straße; Nähe Südring (Standort)                         | Friedhof                                                                  | Trapezförmige Fläche mit symmetrischem Wegenetz, angelegt 1531, südlich erweitert, wohl zweite Hälfte 19. Jahrhundert, mit Grabdenkmälern des 18. bis erste Hälfte 20. Jahrhundert | D-5-75-112-228 Wikidata | weitere Bilder |
| Nähe Westheimer Straße, Nähe Südring (Standort)                         | Friedhofsbefestigung                                                      | Mauer aus Gipsstein nordwestlich mit ziegelgedecktem Laubengang, im Kern 17. Jahrhundert, neogotisches Torhaus mit Dachreiter und Schnitzereien, bezeichnet 1855, südöstliche Mauererweiterung aus Ziegelstein, wohl 1855 | D-5-75-112-228 Wikidata | weitere Bilder |
| Nähe Westheimer Straße, Nähe Südring (Standort)                         | Vorplatz                                                                  | Parkähnlich gestaltet mit strahlenförmig zum Torhaus ausgerichteten Wegenetz und Kleindenkmälern, zweite Hälfte 19. Jahrhundert | D-5-75-112-228 Wikidata | weitere Bilder |
| Nähe Westheimer Straße, Nähe Südring (Standort)                         | Kriegerdenkmal, Deutsch-Französischer Krieg                               | Obelisk, Sandstein, bezeichnet „1872“ | D-5-75-112-228 Wikidata | weitere Bilder |
| Nähe Westheimer Straße, Nähe Südring (Standort)                         | Kleindenkmal, sogenannte Geleitsäule                                      | Nachbildung von um 1470, Sandstein, bezeichnet „1965“ | D-5-75-112-228 Wikidata | weitere Bilder |
| Zehntgasse 5 (Standort)                                                 | Wohnhaus                                                                  | Eingeschossiger, giebelständiger Satteldachbau, Fachwerk mit Fuß- und Kopfstreben, Mitte 16. Jahrhundert, Erdgeschoss giebelseitig massiv erneuert | D-5-75-112-229 Wikidata | weitere Bilder |
| Zehntgasse 7 (Standort)                                                 | Ehemalige Spitalscheune, Zehntscheune                                     | Eingeschossiger Satteldachbau mit Krüppelwalm, 18. Jahrhundert, vom Spital hierher transloziert, wohl auf neue Erdgeschossmauern, 1936 | D-5-75-112-14 Wikidata  | weitere Bilder |
| Zehntgasse 10 (Standort)                                                | Wohnhaus                                                                  | Eingeschossiger, traufständiger Satteldachbau, ehemals mit östlichem Krüppelwalm, verputztes Fachwerk, 1562 (dendrochronologisch datiert) | D-5-75-112-365 Wikidata | weitere Bilder |

#### Baudenkmäler im Fränkischen Freilandmuseum

##### Baugruppe Stadt in der Altstadt
| Lage                                                                                    | Objekt                                                          | Beschreibung | Akten-Nr.               | Bild           |
| --------------------------------------------------------------------------------------- | --------------------------------------------------------------- | --- | ----------------------- | -------------- |
| Nähe Hans-Schmotzer-Straße, Fränkisches Freilandmuseum (Standort)                       | Scheune, sogenannte Spitalscheuer, dann Prellsche Scheune       | Eingeschossiger Walmdachbau, Fachwerk mit Gipsausfachungen, 1398–99 (dendrochronologisch datiert), Umbau im Inneren, 1632, zweigeschossiger Satteldachanbau, Fachwerk, 1832, Originalstandort, seit 1992 | D-5-75-112-40 Wikidata  | weitere Bilder |
| Nähe Bauhofwall, Nähe Hans-Schmotzer-Straße, Fränkisches Freilandmuseum (Standort)      | Wohnhaus                                                        | Präsentiert als Baustelle, zweigeschossiges, rückseitig eingeschossiges Frackdachhaus, Fachwerk mit Gipsausfachung, 1421–23 (dendrochronologisch datiert), transloziert von Konrad-Förster-Gasse 5, Bad Windsheim, Abbau 1980, Aufbau 1998–2000 | D-5-75-112-75 Wikidata  | weitere Bilder |
| Holzmarkt 10, Fränkisches Freilandmuseum Nr. 118 (Standort)                             | Wohnhaus                                                        | Zweigeschossiger, traufständiger Satteldachbau, Fachwerk und rückwärtige Altane, 1728 (dendrochronologisch datiert), Dach 1832, Fassengliederung mit Gurtgesims, 19. Jahrhundert, am Originalstandort | D-5-75-112-336 Wikidata | weitere Bilder |
| Holzmarkt 12, Nähe Hans-Schmotzer-Straße, Fränkisches Freilandmuseum Nr. 113 (Standort) | Ehemaliger Städtischer Bauhof, Bauhofstadel                     | Eingeschossiger hoher Walmdachbau, an Einfahrt zurückspringend, weit überspannende Holzkonstruktion mit Hänge-Sprengwerk, 1441–44 (dendrochronologisch datiert), Fachwerk der Abseiten größtenteils später ersetzt | D-5-75-112-50 Wikidata  | weitere Bilder |
| Holzmarkt 12, Nähe Hans-Schmotzer-Straße, Fränkisches Freilandmuseum Nr. 117 (Standort) | Ehemaliger Städtischer Bauhof, sogenannter Großer Wagenschupfen | Eingeschossiger offener Bau, 1565 (dendrochronologisch datiert), Vergrößerung und Satteldach mit Fachwerkgiebeln, 1765 (dendrochronologisch datiert), Originalstandort | D-5-75-112-50 Wikidata  | weitere Bilder |
| Holzmarkt 12, Fränkisches Freilandmuseum Nr. 116 (Standort)                             | Hoftor (zum Holzmarkt)                                          | Ziegelgedeckte Fachwerkkonstruktion, bezeichnet „1812“, Originalstandort | D-5-75-112-50 Wikidata  | weitere Bilder |
| Bauhofwall, Fränkisches Freilandmuseum Nr. 116 (Standort)                               | Hoftor und -mauer (zum Bauhofwall)                              | Rundbogentor und hohe Mauer, ziegelgedeckt aus verputztem Bruchstein, Gips- und Sandstein, wohl im Kern 15./16. Jh. | D-5-75-112-50 Wikidata  | weitere Bilder |
| Holzmarkt 14, Fränkisches Freilandmuseum Nr. 116 (Standort)                             | Bürgerhaus, dann Gasthaus zum Hirschen seit 1908                | Ursprünglich zweigeschossiger giebelständiger Fachwerkbau (rückwärtig erkennbar), 1359 (dendrochronologisch datiert), Keller, wohl 13. Jahrhundert, Umbau 16. Jahrhundert, straßenseitig, seitliche Erweiterungen und Umbau zu barocken Mansarddachbau mit Putzgliederung und Zwerchhaus, 1765 (dendrochronologisch datiert), Umbau im Inneren, 1896 | D-5-75-112-51 Wikidata  | weitere Bilder |
| Holzmarkt 14, Fränkisches Freilandmuseum Nr. 116 (Standort)                             | Remise                                                          | Zweigeschossiger, schmaler Satteldachbau, Fachwerk, 1840, wohl älterer Kern | D-5-75-112-51 Wikidata  | weitere Bilder |

##### Ländliche Baugruppen
| Lage                                                                 | Objekt                                     | Beschreibung | Akten-Nr.               | Bild           |
| -------------------------------------------------------------------- | ------------------------------------------ | --- | ----------------------- | -------------- |
| Bernhard-Bickert-Weg 10, Fränkisches Freilandmuseum Nr. 3 (Standort) | Scheune                                    | Eingeschossiger Satteldachbau, Gitterfachwerk, 1885, transloziert aus Oberampfrach, Gemeinde Schnelldorf, 1979–80 | D-5-75-112-234 Wikidata | weitere Bilder |
| Bernhard-Bickert-Weg 9, Fränkisches Freilandmuseum Nr. 5 (Standort)  | Nebengebäude                               | Zweigeschossiger Satteldachbau, Fachwerk mit vorkragendem Obergeschoss, Zierschnitzerei, 1622 (dendrochronologisch datiert), transloziert von Rothenburger Str. 9, Bad Windsheim, 1982–84 | D-5-75-112-17 Wikidata  | weitere Bilder |
| Fränkisches Freilandmuseum Nr. 8 (Standort)                          | Ehemaliges Schäfer-, Hirten- und Armenhaus | Eingeschossiger Walmdachbau, Fachwerk, mit rückliegendem Stallteil, bezeichnet „1744“, teils Quadermauerwerk, 1856, transloziert aus Hambühl, Gemeinde Baudenbach, 1979–81; Anbau siehe D-5-75-112-237 | D-5-75-112-236 Wikidata | weitere Bilder |
| Fränkisches Freilandmuseum Nr. 9 (Standort)                          | Schweinestall                              | Eingeschossiger Ständerriegelbau mit Satteldach, um 1780, transloziert aus Unternesselbach, Stadt Neustadt, dabei verkürzt, 1978–82; Anbau zu D-5-75-112-236 | D-5-75-112-237 Wikidata | weitere Bilder |
| Fränkisches Freilandmuseum Nr. 10 (Standort)                         | Köblerhaus                                 | Eingeschossiger Satteldachbau mit rückseitigem Halbwalm, Fachwerkbau, Schmuckfachwerk mit durchkreuzten Rauten und geschweiften Kopfbügen, 1702, Umbau 1864, transloziert ehemaliges Haus Nr. 15 in Oberfelden, Markt Colmberg, 1981–82                                                                    | D-5-75-112-238 Wikidata | weitere Bilder |
| Fränkisches Freilandmuseum Nr. 11 (Standort)                         | Scheune                                    | Verbretterter Ständerbau mit Halbwalmdach und vorgelagertem ehemaligem Kellerzugang, Steinquader, 1721, transloziert aus Dörflein, Gemeinde Oberdachstetten, 1981–82 | D-5-75-112-239 Wikidata | weitere Bilder |
| Fränkisches Freilandmuseum Nr. 12 (Standort)                         | Häckerhaus                                 | Eingeschossiger unterkellerter Satteldachbau, Fachwerk, 1707 (dendrochronologisch datiert), Umbau und Erweiterung mit Bruchsteinmauerwerk, um 1830, transloziert aus Ergersheim, 1981–82 | D-5-75-112-240 Wikidata | weitere Bilder |
| Fränkisches Freilandmuseum Nr. 13 (Standort)                         | Scheune                                    | Walmdachbau, Fachwerk mit Kopfstreben, 1591 (dendrochronologisch datiert), transloziert von ehemaliger Nr. 10 in Ergersheim, 1980–81 | D-5-75-112-241 Wikidata | weitere Bilder |
| Fränkisches Freilandmuseum Nr. 20 (Standort)                         | Bauernhof                                  | Wohnstallhaus, zweigeschossiger Krüppelwalmdachbau, Fachwerk auf hohem Bruchsteinsockel, im Kern 1772 (dendrochronologisch datiert), Umbau 1823, transloziert aus Herrnberchtheim, Markt Ippesheim, 1982–84                                                                                                | D-5-75-112-242 Wikidata | weitere Bilder |
| Fränkisches Freilandmuseum Nr. 21 (Standort)                         | Scheune                                    | Eingeschossiger Satteldachbau, Fachwerk, 1599, verlängert 1692 (dendrochronologisch datiert), Kratzputzdekor, um 1900, transloziert aus Herrnberchtheim, Markt Ippesheim, 1981 | D-5-75-112-242 Wikidata | weitere Bilder |
| Fränkisches Freilandmuseum Nr. 22 (Standort)                         | Schweinestall                              | Zweigeschossiger Satteldachbau, Sandsteinquader, darüber Holzlege aus Fachwerk, um 1840, transloziert aus Herrnberchtheim, Markt Ippesheim, 1981 | D-5-75-112-242 Wikidata | weitere Bilder |
| Fränkisches Freilandmuseum (Standort)                                | Wohnstallhaus                              | Eingeschossiger Satteldachbau, Erdgeschoss und Ostgiebel Fachwerk, Nordseite und Westgiebel Quader- und Bruchsteinmauerwerk, bezeichnet „1684“ (dendrochronologisch datiert), Umbauten 1837, bezeichnet „1858“, transloziert aus Seubersdorf (Nr. 1), Markt Dietenhofen, 1980–82                           | D-5-75-112-245 Wikidata | weitere Bilder |
| Fränkisches Freilandmuseum (Standort)                                | Scheune                                    | Eingeschossiger, verbretterter Ständerbau mit Satteldach, 1725/26, verlängert in Fachwerk mit Brettergiebel, 1760/61 (dendrochronologisch datiert), transloziert aus Buttendorf, Markt Roßtal, 1981 | D-5-75-112-246 Wikidata | weitere Bilder |
| Fränkisches Freilandmuseum (Standort)                                | Nebengebäude                               | Eingeschossiger Satteldachbau, in Fachwerk mit doppelten Fußstreben, mit Backofen, Stall und Getreidespeicher, bezeichnet „1750“, Umbau zu Tagelöhnerhaus, um 1870, transloziert aus Braunsbach, Stadt Fürth, 1979–82                                                                                      | D-5-75-112-247 Wikidata | weitere Bilder |
| Fränkisches Freilandmuseum (Standort)                                | Scheune                                    | Eingeschossiger Satteldachbau mit Kniestock und Kalkplatteneindeckung, Fachwerk, 1601/02 (dendrochronologisch datiert), ausgebessert im 18. Jahrhundert, transloziert aus Enkering, Markt Kinding, 1981–82                                                                                                 | D-5-75-112-248 Wikidata | weitere Bilder |
| Fränkisches Freilandmuseum, Museumsbach (Standort)                   | Brücke                                     | Zweibogiger Sandsteinquaderbau, um 1800, transloziert aus Unteraltenbernheim, Gemeinde Obernzenn | D-5-75-112-235 Wikidata | weitere Bilder |
| Fränkisches Freilandmuseum (Standort)                                | Mühle mit Wohn- und Stallteil              | Zweigeschossiger Frackdachbau, nach Westen eingeschossig, Sandsteinquader, Obergeschoss Fachwerk mit Andreaskreuzen und K-Streben, Südgiebel mit vorkragendem Halbwalm, im Norden Schmuckgiebel, bezeichnet „1576“, verlängert 1601, transloziert aus Unterschlauersbach, Gemeinde Großhabersdorf, 1981–84 | D-5-75-112-244 Wikidata | weitere Bilder |

### Berolzheim
| Lage                                                                                     | Objekt                                                  | Beschreibung                                                                                        | Akten-Nr.               | Bild           |
| ---------------------------------------------------------------------------------------- | ------------------------------------------------------- | --------------------------------------------------------------------------------------------------- | ----------------------- | -------------- |
| Berolzheim 9 (Standort)                                                                  | Erdgeschossiges Wohnstallhaus                           | Fachwerk, Ende 18. Jahrhundert                                                                      | D-5-75-112-251 Wikidata | weitere Bilder |
| Berolzheim 35 (Standort)                                                                 | Evangelisch-lutherische Filialkirche St. Jakob          | Saalkirche mit Fachwerkdachreiter, zweite Hälfte 16. Jahrhundert über älterem Kern; mit Ausstattung | D-5-75-112-249 Wikidata | weitere Bilder |
| In Berolzheim (Standort)                                                                 | Kriegerdenkmal für die Gefallenen des Ersten Weltkriegs | Steinpfeiler mit kniender Soldatenfigur, 1925                                                       | D-5-75-112-250 Wikidata | weitere Bilder |
| In Berolzheim, an der Abzweigung der Straßen nach Humprechtsau und Rüdisbronn (Standort) | Steinkreuz                                              | Spätmittelalterlich                                                                                 | D-5-75-112-254          | weitere Bilder |

### Humprechtsau
| Lage                       | Objekt                                         | Beschreibung | Akten-Nr.               | Bild           |
| -------------------------- | ---------------------------------------------- | --- | ----------------------- | -------------- |
| Friedhof (Standort)        | Friedhof                                       | Ummauerte Anlage, zweites Drittel 19. Jahrhundert | D-5-75-112-259 Wikidata | weitere Bilder |
| Humprechtsau 8 (Standort)  | Erdgeschossiges Wohnstallhaus                  | Fachwerkgiebel, 18. Jahrhundert | D-5-75-112-255 Wikidata | weitere Bilder |
| Humprechtsau 18 (Standort) | Erdgeschossiges Wohnstallhaus                  | Fachwerk, zweite Hälfte 18. Jahrhundert | D-5-75-112-256 Wikidata | weitere Bilder |
| Humprechtsau 21 (Standort) | Erdgeschossiges Wohnstallhaus                  | Fachwerk, zweite Hälfte 18. Jahrhundert | D-5-75-112-257          | weitere Bilder |
| Humprechtsau 28 (Standort) | Evangelisch-lutherische Filialkirche St. Maria | Chorturmkirche, zweigeschossiger Turm mit Pyramidendach, Untergeschoss erste Hälfte 15. Jahrhundert, Fachwerkobergeschoss um 1600, Langhaus mit Walmdach und Hausteinrahmungen, um 1700; mit Ausstattung | D-5-75-112-258 Wikidata | weitere Bilder |

### Ickelheim
| Lage                                    | Objekt                                        | Beschreibung | Akten-Nr.               | Bild           |
| --------------------------------------- | --------------------------------------------- | --- | ----------------------- | -------------- |
| Hauptstraße 16 (Standort)               | Nördliches, sogenanntes Unteres Torhaus       | Zweigeschossiger Walmdachbau, Fachwerk mit paarigen Jochstreben und mittiger Durchfahrt, bezeichnet „1713“, westlich eingeschossiger Wohnanbau mit Satteldach, später                                                                     | D-5-75-112-261 Wikidata | weitere Bilder |
| Hauptstraße 20 (Standort)               | Wohnstallhaus                                 | Zweigeschossiger Walmdachbau mit Fachwerkobergeschoss, erste Hälfte 19. Jahrhundert, rückwärtig verlängert mit Stalleinbau, Ende 19. Jahrhundert                                                                                          | D-5-75-112-263 Wikidata | weitere Bilder |
| Hauptstraße 20 (Standort)               | Scheune                                       | Eingeschossiger Satteldachbau, Fachwerk, nach 1828 | D-5-75-112-263 Wikidata | weitere Bilder |
| Hauptstraße 34 (Standort)               | Gasthaus Goldenes Kreuz                       | Zweigeschossiger, traufständiger Krüppelwalmdachbau, Fachwerk, im Kern zweite Hälfte 16. Jahrhundert, Erdgeschossfachwerk mit Andreaskreuzen 18./19. Jahrhundert, Dach und rückwärtiger Anbau, Mitte 19. Jahrhundert                      | D-5-75-112-265 Wikidata | weitere Bilder |
| Hauptstraße 34 (Standort)               | Scheune                                       | Zweigeschossiger Satteldachbau, Fachwerk mit Jochstreben und Ladeöffnungen, bezeichnet „1760“ | D-5-75-112-265 Wikidata | weitere Bilder |
| Hauptstraße 35 (Standort)               | Wohnhaus                                      | Zweigeschossiger Krüppelwalmdachbau mit Fachwerkobergeschoss, im Erdgeschoss Eckquaderung und Hausteinrahmungen, bezeichnet „1842“ | D-5-75-112-266 Wikidata | weitere Bilder |
| Hauptstraße 35 (Standort)               | Stallanbau                                    | Zweigeschossiger Satteldachbau, Hausteinquader und Fachwerkobergeschoss, wohl 1842 | D-5-75-112-266 Wikidata | weitere Bilder |
| Hauptstraße 42 (Standort)               | Evangelisch-lutherische Pfarrkirche St. Georg | Hallenkirche, eingezogener Polygonalchor mit Strebepfeilern, zweite Hälfte 15. Jahrhundert, Langhaus mit Satteldach und viergeschossiger Turm mit Gurtgesimsen und Pyramidendach, um 1500, Stützkeil Turm 1885; mit Ausstattung           | D-5-75-112-267 Wikidata | weitere Bilder |
| Hauptstraße 42 (Standort)               | Kirchhofmauer                                 | Im Osten Rotsandsteinquadermauerwerk, zwei Tore mit Pfeilern aus grauem Sandstein mit Kreuzdachabschluss und zweiflügligem schmiedeeisernem Tor, 19. Jahrhundert, an anderen Seiten Mauerreste aus unregelmäßigen Sandsteinquadern, älter |                         | weitere Bilder |
| Hauptstraße 42 (Standort)               | Kriegerdenkmal, Erster und Zweiter Weltkrieg  | Pfeiler auf dreistufigem Unterbau mit Kreuzaufsatz, bezeichnet „1921“, Inschriften hinzugefügt nach 1945 | D-5-75-112-267 Wikidata | weitere Bilder |
| Hauptstraße 54 (Standort)               | Wohnstallhaus                                 | Zweigeschossiger Satteldachbau mit nördlichem Krüppelwalm, Fachwerkobergeschoss, im Erdgeschoss Rotsandsteinquader, bezeichnet „1849“ | D-5-75-112-268 Wikidata | weitere Bilder |
| Hauptstraße 55 (Standort)               | Hofanlage                                     | Wohnstallhaus, eingeschossiger Satteldachbau, Fachwerk, zweite Hälfte 18. Jahrhundert, Wohnteil mit Frackdach erhöht, um 1810/20 | D-5-75-112-328 Wikidata | weitere Bilder |
| Hauptstraße 55 (Standort)               | Hofanlage, Nebengebäude                       | Zweigeschossiger Satteldachbau, Fachwerk mit Ziegelausfachung, zweites Viertel 19. Jahrhundert | D-5-75-112-328 Wikidata | weitere Bilder |
| Hauptstraße 55 (Standort)               | Scheune                                       | Eingeschossiger Satteldachbau, Fachwerk, erstes Drittel 20. Jahrhundert | D-5-75-112-328 Wikidata | weitere Bilder |
| Hauptstraße 62 (Standort)               | Südliches, sogenanntes Oberes Torhaus         | Zweigeschossiger Walmdachbau, Fachwerk mit paarigen Jochstreben, mittige Durchfahrt, erste Hälfte 18. Jahrhundert, vermutlich gleichzeitig mit Unterem Torhaus 1713, siehe dort                                                           | D-5-75-112-270 Wikidata | weitere Bilder |
| Mittelgasse 5; Mittelgasse 7 (Standort) | Doppelwohnhaus                                | Zweigeschossiger, traufständiger Satteldachbau, Fachwerkobergeschoss, Haustafel aus Sandstein bezeichnet „1857“ | D-5-75-112-271 Wikidata | weitere Bilder |
| Mittelgasse 11 (Standort)               | Ehemalige Synagoge                            | Zweigeschossiger Rotsandsteinquaderbau mit Satteldach, Mittelrisalit und stichbogigen Fensterrahmen, 1856 | D-5-75-112-367 Wikidata | weitere Bilder |
| Mühlgasse 2 (Standort)                  | Wohnhaus                                      | Zweigeschossiger Krüppelwalmdachbau mit Fachwerkobergeschoss, um 1800 mit älterem Kern, verändert um 1900 | D-5-75-112-331 Wikidata | weitere Bilder |
| Mühlgasse 24 (Standort)                 | Wohnhaus                                      | Zweigeschossiger, giebelständiger Satteldachbau mit Fachwerkobergeschoss, Mitte 19. Jh. | D-5-75-112-272 Wikidata | weitere Bilder |
| Mühlgasse 24 (Standort)                 | Scheune                                       | Eingeschossiger Fachwerkbau mit Krüppelwalm, 18./19. Jh. | D-5-75-112-272 Wikidata | weitere Bilder |
| Mühlgasse 24 (Standort)                 | Nebengebäude                                  | Eingeschossiger, schmaler Fachwerkbau mit Satteldach, Mitte 19. Jh. | D-5-75-112-272 Wikidata | weitere Bilder |
| Mühlgasse 32 (Standort)                 | Ehemalige Dorfmühle                           | Zweigeschossiger Halbwalmdachbau, Fachwerkobergeschoss mit stichbogigen Fensteröffnungen, bezeichnet „1836“ | D-5-75-112-273 Wikidata | BW             |
| Schloßgasse 6 (Standort)                | Ehemaliges Wohnstallhaus                      | Zweigeschossiger Walmdachbau mit Eckquaderung und Fachwerkobergeschoss, 1857 | D-5-75-112-275 Wikidata | weitere Bilder |
| Schloßgasse 6 (Standort)                | Scheune                                       | Eingeschossiger Krüppelwalmdachbau, Sandsteinquader und Fachwerkgiebel, Mitte 19. Jahrhundert | D-5-75-112-275 Wikidata | weitere Bilder |
| Schloßgasse 8 (Standort)                | Ehemaliges Wohnstallhaus                      | Zweigeschossiger Satteldachbau, mit teils verputztem Fachwerkobergeschoss, im Erdgeschoss genutete Ecklisenen und aufwendiges Portal mit Holztür, bezeichnet „1857“                                                                       | D-5-75-112-276 Wikidata | weitere Bilder |
| Schloßgasse 12 (Standort)               | Ehemaliges Amtshaus des Deutschen Ordens      | Mansarddachbau mit Treppenturm, im Kern Ende 16. Jahrhundert, vor allem 1752/54 weitgehender Umbau | D-5-75-112-277 Wikidata | weitere Bilder |
| Schloßgasse 16 (Standort)               | Gasthaus zur Jägersruh                        | Zweigeschossiger, giebelständiger Satteldachbau mit Fachwerkobergeschoss, Mitte 19. Jahrhundert | D-5-75-112-278 Wikidata | weitere Bilder |
| Weedgasse 4 (Standort)                  | Wohnstallhaus                                 | Eingeschossig, Fachwerkgiebel, 17./18. Jahrhundert | D-5-75-112-279 Wikidata | weitere Bilder |
| Weedgasse 8 (Standort)                  | Wohnhaus                                      | Zweigeschossiger Walmdachbau mit Fledermausgauben, Fachwerkobergeschoss, im Erdgeschoss verputztes Quadermauerwerk, 18. Jahrhundert | D-5-75-112-280 Wikidata | weitere Bilder |
| Weedgasse 8 (Standort)                  | Scheune                                       | Zweigeschossiger Satteldachbau, Fachwerk, Mitte 19. Jahrhundert, möglicherweise älterer Kern | D-5-75-112-280 Wikidata | weitere Bilder |
| Weedgasse 12 (Standort)                 | Wohnhaus                                      | Eingeschossiger Mansardwalmdachbau mit Walmgauben, Fachwerk mit Jochstreben, zweites Viertel 19. Jahrhundert | D-5-75-112-281 Wikidata | weitere Bilder |

### Külsheim
| Lage                                         | Objekt                                           | Beschreibung | Akten-Nr.               | Bild           |
| -------------------------------------------- | ------------------------------------------------ | --- | ----------------------- | -------------- |
| Kirchgasse 10 (Standort)                     | Evangelisch-lutherische Pfarrkirche St. Walburga | Chorturmkirche, Langhaus mit Satteldach und einseitigem Krüppelwalm, Rundbogenfenster und Oculi mit Hausteinrahmungen, dreigeschossiger Turm mit Fachwerkobergeschoss und Zwiebelhaube mit Spitzhelm, 1907; mit Ausstattung        | D-5-75-112-283 Wikidata | weitere Bilder |
| Kirchgasse 10 (Standort)                     | Kirchhofeinfriedung                              | Teile einer älteren Bruchsteinmauer aus Gips, wohl 18. Jahrhundert, im südwestlichen Teil historistischer Metallzaun, um 1907 | D-5-75-112-283 Wikidata | weitere Bilder |
| Nähe Schloßstraße; Schloßstraße 6 (Standort) | Ehemalige Zehntscheuer                           | Eingeschossiger Satteldachbau mit einseitigem Krüppelwalm und zwei Toren, Fachwerk mit Andreaskreuzen, Fuß- und gekehlten Kopfstreben, bezeichnet „1662“                                                                           | D-5-75-112-285 Wikidata | weitere Bilder |
| Schloßstraße 5 (Standort)                    | Ehemaliges Gasthaus                              | Zweigeschossiger, traufständiger Satteldachbau mit Aufzugsluke, verputztes Fachwerkobergeschoss, Ecklisenen und Gurtgesims, vorgelagerte Freitreppe, bezeichnet „1746“ (Dach), Veränderungen im 19. Jahrhundert, bezeichnet „1832“ | D-5-75-112-284 Wikidata | weitere Bilder |

### Lenkersheim
| Lage                            | Objekt                                                                        | Beschreibung | Akten-Nr.               | Bild           |
| ------------------------------- | ----------------------------------------------------------------------------- | --- | ----------------------- | -------------- |
| Burggasse 7 (Standort)          | Wohnstallhaus                                                                 | Zweigeschossiger Walmdachbau, Fachwerk mit Jochstreben, Ende 18. Jahrhundert, westlich Scheunenanbau, nach 1928 | D-5-75-112-286 Wikidata | weitere Bilder |
| Geißviertelweg 4 (Standort)     | Austragshaus                                                                  | Eingeschossiger Mansardkrüppelwalmdachbau, Gitterfachwerk, ehemals bezeichnet „1805“ | D-5-75-112-287 Wikidata | BW             |
| Geißviertelweg 6 (Standort)     | Scheune                                                                       | eingeschossiger Fachwerkbau mit abgeschopftem Satteldach, wohl gleichzeitig [mit Austragshaus] | D-5-75-112-287 Wikidata | weitere Bilder |
| Johannisgasse 7 (Standort)      | Wohnhaus                                                                      | Traufständiger, zur Straßenseite zweigeschossiger Frackdachbau, Fachwerk mit Jochstreben, bezeichnet „1833“ | D-5-75-112-288 Wikidata | weitere Bilder |
| Johannisgasse 14 (Standort)     | Wohnhaus                                                                      | Zweigeschossiger Mansardwalmdachbau, Fachwerkobergeschoss mit Jochstreben, um 1800 | D-5-75-112-289 Wikidata | weitere Bilder |
| Kirchplatz 6 (Standort)         | Evangelisch-lutherische Pfarrkirche Dreifaltigkeit, volkstümlich St. Johannes | Saalbau mit Hausteinrahmungen, Langhaus mit Satteldach, eingezogener Polygonalchor mit Strebepfeilern, von Elias Gedeler, bezeichnet „1682–84“, Turm modern; mit Ausstattung                                                                      | D-5-75-112-290 Wikidata | weitere Bilder |
| Markgrafenplatz 13 (Standort)   | Gasthaus zum Roten Roß                                                        | Zweigeschossiger, giebelständiger Satteldachbau mit Giebelschopf, Fachwerkobergeschoss verputzt, Fachwerkgiebel mit Kund Fußstreben, 1706, schmiedeeisernes Wirtshausschild, bezeichnet „1751“, rückwärtiger Frackdachanbau, wohl 18. Jahrhundert | D-5-75-112-292 Wikidata | weitere Bilder |
| Markgrafenstraße 9 (Standort)   | Fachwerkkleinhaus                                                             | 18. Jahrhundert | D-5-75-112-294 Wikidata | weitere Bilder |
| Markgrafenstraße 12 (Standort)  | Walmdachhaus                                                                  | Wohnhaus, zweigeschossiger Walmdachbau mit verputztem Fachwerkobergeschoss, um 1800 | D-5-75-112-295 Wikidata | weitere Bilder |
| Markgrafenstraße 13 (Standort)  | Gasthaus zum Goldenen Hirschen                                                | Zweigeschossiger, giebelständiger Satteldachbau, verputztes Fachwerk mit Ecklisenen und Gurtgesimsen, 1739/40 (dendrochronologisch datiert) | D-5-75-112-296 Wikidata | weitere Bilder |
| Markgrafenstraße 13 (Standort)  | Wirtshausschild                                                               | Schmiedeeisern, 18./19. Jahrhundert | D-5-75-112-296 Wikidata | weitere Bilder |
| Markgrafenstraße 22 (Standort)  | Ehemaliges Wohnstallhaus                                                      | Zweigeschossiger Satteldachbau, Fachwerk mit Jochstreben und profilierten Balken, um 1800, Erdgeschoss massiv erneuert | D-5-75-112-298 Wikidata | weitere Bilder |
| Markgrafenstraße 24 (Standort)  | Gasthaus zum Grünen Baum                                                      | Zweigeschossiger, giebelständiger Satteldachbau mit Schopf, Fachwerk mit verschiedenen Streben und profilierten Balken, ehemals bezeichnet „1787“                                                                                                 | D-5-75-112-299 Wikidata | weitere Bilder |
| Markgrafenstraße 26 (Standort)  | Wohnteil eines ehemaligen Wohnstallhauses                                     | Eingeschossiger Mansardgiebeldachbau mit Fledermausgaube, Fachwerk, bezeichnet „1827“, kleiner Satteldachanbau, später | D-5-75-112-300 Wikidata | weitere Bilder |
| Markgrafenstraße 26 (Standort)  | Dorfschmiede mit Beschlagplatz                                                | Eingeschossiger Walmdachbau, Fachwerk, Beschlagplatz mit profilierten Kopfbügen, ehemals zu zwei Seiten offen, 18. Jahrhundert | D-5-75-112-301 Wikidata | weitere Bilder |
| Markgrafenstraße 30 (Standort)  | Wohnstallhaus                                                                 | Zweigeschossiger Satteldachbau, Gitterfachwerk, giebelseitig Aufzugsluken, erste Hälfte 19. Jahrhundert | D-5-75-112-302 Wikidata | weitere Bilder |
| Markgrafenstraße 30 (Standort)  | Nebengebäude                                                                  | Zweigeschossiger schmaler Satteldachbau, Fachwerk mit Jochstreben, wohl erste Hälfte 19. Jahrhundert | D-5-75-112-302 Wikidata | weitere Bilder |
| Markgrafenstraße 30 (Standort)  | Keller                                                                        | Kellerzugang als kleiner, eingeschossiger Satteldachbau, wohl älter, neuzeitlich | D-5-75-112-302 Wikidata | BW             |
| Obere Feuergasse 8 (Standort)   | Wohnstallhaus                                                                 | Zweigeschossiger Krüppelwalmdachbau mit Hopfengauben, Fachwerk, bezeichnet „1858“, Erdgeschoss massiv erneuert | D-5-75-112-303 Wikidata | weitere Bilder |
| Steingasse 4 (Standort)         | Wohnteil eines ehemaligen Wohnstallhauses                                     | Eingeschossiger Mansarddachbau, Fachwerk mit Jochstreben und profiliertem Gesims, bezeichnet „1822“ | D-5-75-112-304 Wikidata | weitere Bilder |
| Untere Feuergasse 10 (Standort) | Ehemaliges Gasthaus und Wohnstallhaus                                         | Zweigeschossiger Satteldachbau mit Giebelschopf, Fachwerk mit Jochstreben und Andreaskreuzen, bezeichnet „1775“, Erdgeschoss teils massiv erneuert                                                                                                | D-5-75-112-306 Wikidata | weitere Bilder |

### Oberntief
| Lage                             | Objekt                                        | Beschreibung | Akten-Nr.               | Bild           |
| -------------------------------- | --------------------------------------------- | --- | ----------------------- | -------------- |
| Am Dorfweiher 11 (Standort)      | Erdgeschossiges Wohnstallhaus                 | 18. Jahrhundert | D-5-75-112-307 Wikidata | BW             |
| Am Dorfweiher 11 (Standort)      | Fachwerkscheune                               | Krüppelwalm, bezeichnet mit „1822“ | D-5-75-112-307 Wikidata | weitere Bilder |
| Am Dorfweiher 11 (Standort)      | Kleintierstall                                | 18./19. Jahrhundert | D-5-75-112-307 Wikidata | BW             |
| Kehrenbergstraße 15 (Standort)   | Kleinhaus, wohl ehemaliges Söldnerhaus        | Eingeschossiger Satteldachbau mit östlichem Anbau, Fachwerk mit Andreaskreuzen, Fuß- und Kopfstreben, 18. Jahrhundert / 1. Hälfte 19. Jahrhundert, Erdgeschoss teils massiv erneuert                                                                | D-5-75-112-308 Wikidata | weitere Bilder |
| Kehrenbergstraße 19 (Standort)   | Wohnstallhaus                                 | Zweigeschossiger Walmdachbau, Fachwerk, westlich Reste von Laube, im Kern 17. Jahrhundert, Dach erste Hälfte 19. Jahrhundert, Außenwände größtenteils massiv erneuert                                                                               | D-5-75-112-309 Wikidata | weitere Bilder |
| Kehrenbergstraße 19 (Standort)   | Fachwerkscheune                               | Eingeschossiger Satteldachbau, Fachwerk, spätes 19. Jahrhundert, erweitert bezeichnet mit „1928“ | D-5-75-112-309 Wikidata | weitere Bilder |
| Kehrenbergstraße 27 (Standort)   | Wohnteil eines ehemaligen Wohnstallhauses     | Zweigeschossiger Satteldachbau, Fachwerkobergeschoss mit Gefachstreben, ehemals bezeichnet mit „1802“ | D-5-75-112-311 Wikidata | weitere Bilder |
| Kehrenbergstraße 25 (Standort)   | Nebengebäude                                  | Eingeschossiger Satteldachbau, Ziegelstein mit Eckpilaster und Fachwerkgiebel mit Andreaskreuzen, erste Hälfte 19. Jahrhundert | D-5-75-112-311 Wikidata | weitere Bilder |
| Kehrenbergstraße 30 (Standort)   | Kleinbauernhaus                               | Eingeschossiges Wohnstallhaus mit Satteldach, Fachwerk mit Gefachstreben, teils Sandsteinquadermauerwerk, 1706 (dendrochronologisch datiert), östlich erweitert 1749 (dendrochronologisch datiert), nördlicher Anbau zwekite Hälfte 19. Jahrhundert | D-5-75-112-313 Wikidata | weitere Bilder |
| Nähe Kehrenbergstraße (Standort) | Wohnstallhaus                                 | Eingeschossiger Satteldachbau, Fachwerk mit Jochstreben, im Giebel Fußstreben und Kopfbügen, bezeichnet it „1667“, Zwerchhausgiebel später, Erdgeschoss erneuert                                                                                    | D-5-75-112-310 Wikidata | weitere Bilder |
| Wallwiesenstraße 1 (Standort)    | Evangelisch-lutherische Pfarrkirche St. Maria | Saalkirche, eingeschossiges Langhaus mit Satteldach, ausladendem Traufgesims, hausteingerahmten Rundbogenfenstern und Eckquaderung, viergeschossiger Turm aus Sandsteinquadern mit Gurtgesimsen und Pyramidendach, 1828; mit Ausstattung            | D-5-75-112-314 Wikidata | weitere Bilder |
| Wallwiesenstraße 1, 3 (Standort) | Kirchhofmauer                                 | Sandsteinquader, heute verputzt, schmiedeeisernes zweiflügliges Tor, um 1828 | D-5-75-112-314 Wikidata | weitere Bilder |
| Wallwiesenstraße 3 (Standort)    | Grabmal                                       | Postament, darüber Engelsfigur mit Palmzweig, 19. Jahrhundert | D-5-75-112-314 Wikidata | weitere Bilder |

### Rüdisbronn
| Lage                                      | Objekt                                                       | Beschreibung | Akten-Nr.               | Bild           |
| ----------------------------------------- | ------------------------------------------------------------ | --- | ----------------------- | -------------- |
| Am Herrnberg 4; Am Herrnberg 2 (Standort) | Evangelisch-lutherische Pfarrkirche St. Maria und Pankratius | Saalkirche, Sandsteinquaderbau mit eingezogenem Polygonalchor und Strebepfeilern, viergeschossiger, quadratischer Nordostturm mit Pyramidendach, Mitte 15. Jahrhundert, Langhaus mit Oculi und Satteldach erhöht 1737; mit Ausstattung | D-5-75-112-317 Wikidata | weitere Bilder |
| Am Herrnberg 4; Am Herrnberg 2 (Standort) | Kirchhofmauer                                                | Sandsteinquader, teils als Futtermauer ausgebildet, im Kern spätmittelalterlich, nördlich Mitte 19. Jahrhundert | D-5-75-112-317 Wikidata | weitere Bilder |
| Am Herrnberg 15 (Standort)                | Ehemaliges Pfarrhaus                                         | Zweigeschossiger Walmdachbau mit Fachwerkzwerchhaus, östlich eingeschossiger Pultdachanbau, teils Fachwerk, rückseitig Fachwerkerker mit Andreaskreuzen auf Holzstützen, 1782                                                          | D-5-75-112-318 Wikidata | weitere Bilder |
| Spielbergstraße 17 (Standort)             | Ehemaliges Gasthaus                                          | Eingeschossiger, giebelständiger Krüppelwalmdachbau mit Fledermausgauben, Fachwerkgiebel, Ecklisenen, Rahmungen und Sockel aus Sandstein, ehemals bezeichnet „1815“                                                                    | D-5-75-112-319 Wikidata | weitere Bilder |
| Waldstraße 3 (Standort)                   | Fachwerk-Wohnstallhaus                                       | Eingeschossig, Zwerchhaus, Anfang 19. Jahrhundert | D-5-75-112-320 Wikidata | BW             |
| Waldstraße 4 (Standort)                   | Wohnstallhaus                                                | Eingeschossiger Satteldachbau, Gitterfachwerk und profilierte, hölzerne Fensterrahmungen, bezeichnet „1788“ | D-5-75-112-321 Wikidata | weitere Bilder |
| Zum Wildmeisterhaus 1 (Standort)          | Feuerwehrgerätehaus, ehemalige Zehntscheune                  | Stattlicher Walmdachbau, Fachwerkobergeschoss, 1746 | D-5-75-112-322 Wikidata | weitere Bilder |

### Unterntief
| Lage                     | Objekt        | Beschreibung | Akten-Nr.               | Bild           |
| ------------------------ | ------------- | --- | ----------------------- | -------------- |
| Unterntief 19 (Standort) | Wohnstallhaus | Eingeschossiger Satteldachbau, Gitterfachwerk, Stallteil massiv, zweite Hälfte 18. Jahrhundert, nördlich massiv erneuert | D-5-75-112-324 Wikidata | weitere Bilder |

### Wiebelsheim
| Lage                                     | Objekt                                           | Beschreibung | Akten-Nr.               | Bild           |
| ---------------------------------------- | ------------------------------------------------ | --- | ----------------------- | -------------- |
| Wiebelsheim 4, Wiebelsheim 47 (Standort) | Pfarrhaus                                        | Zweigeschossiger Walmdachbau, Obergeschossnordwand in Fachwerk, profilierte Sandsteinrahmungen, 1728 | D-5-75-112-325 Wikidata | weitere Bilder |
| Wiebelsheim 49 (Standort)                | Evangelisch-lutherische Pfarrkirche St. Nikolaus | Chorturmkirche, dreigeschossiger Chorturm mit Pyramidendach und leicht gedrehter Spitze, im Kern Mitte 14. Jahrhundert, Fachwerkobergeschoss erneuert wohl 1598, Langhausneubau mit Halbwalmdach, Hausteinrahmungen und zweiläufiger Außentreppe mit Prellsteinen, 1730; mit Ausstattung | D-5-75-112-326 Wikidata | weitere Bilder |
| Wiebelsheim 49 (Standort)                | Friedhofsmauer                                   | Sandsteinquadermauerwerk, zweiflügliges historistisches Metalltor, zweite Hälfte 19. Jahrhundert | D-5-75-112-326 Wikidata | weitere Bilder |

## Ehemalige Baudenkmäler
In diesem Abschnitt sind Objekte aufgeführt, die früher einmal in der Denkmalliste eingetragen waren, jetzt aber nicht mehr. Objekte, die in anderem Zusammenhang – also z. B. als Teil eines Baudenkmals – weiter eingetragen sind, sollen hier nicht aufgeführt werden. Aktennummern in diesem Abschnitt sind ehemalige, jetzt nicht mehr gültige Aktennummern.

| Lage                                                                  | Objekt                | Beschreibung | Akten-Nr.               | Bild |
| --------------------------------------------------------------------- | --------------------- | --- | ----------------------- | --- |
| Bernhard-Bickert-Weg 10, Fränkisches Freilandmuseum Nr. 2 (Standort)  | Gasthaus zur Krone    | Zweigeschossiger Walmdachbau, mansardhaft abgesetzt, repräsentatives Fachwerkobergeschoss mit Andreaskreuzen und teils geschweiften Streben, 1704/05 (dendrochronologisch datiert), Umbau 1885, transloziert aus Oberampfrach, Gemeinde Schnelldorf, 1979–80 | D-5-75-112-234 Wikidata | weitere Bilder |
| Bad Windsheim Fränkisches Freilandmuseum (Standort)                   | Giebelhaus            | Fachwerk, rückseitig freiliegend, Krüppelwalm, 16. Jahrhundert | D-5-75-112-111 Wikidata | BW |
| Bad Windsheim Metzgergasse 12 (Standort)                              | Verwaltungsgebäude    | Zweigeschossiger, verputzter Mansarddachbau, teils Fachwerk, mit Sohlbankgesims, 18. Jahrhundert | D-5-75-112-94 Wikidata  | weitere Bilder |
| Bad Windsheim Neumühlenweg (an Altstraße bei der Neumühle) (Standort) | Brücke                | Gewölbte einbogige Quaderbrücke, 18. Jahrhundert | D-5-75-112-231 Wikidata | [[Vorlage:Bilderwunsch/code!/C:49.500479,10.42403!/D:Neumühlenweg (an Altstraße bei der Neumühle), Brücke!/\|BW]] |
| Bad Windsheim Pastoriusstraße 8 (Standort)                            | Handwerkerhaus        | Fachwerk, wohl 16. Jahrhundert | D-5-75-112-122 Wikidata | weitere Bilder |
| Ickelheim Hauptstraße 18 (Standort)                                   | Fachwerkwohnstallhaus | Eingeschossig, erste Hälfte 19. Jahrhundert | D-5-75-112-262 Wikidata | BW |
| Ickelheim Hauptstraße 22 (Standort)                                   | Satteldachhaus        | Eingeschossig, Fachwerkgiebel, 18. Jahrhundert | D-5-75-112-264 Wikidata | BW |
| Lenkersheim Markgrafenstraße 7 (Standort)                             | Wohnstallhaus         | Zweigeschossiger Satteldachbau, mit Fachwerkobergeschoss und profilierten Hausteinrahmungen im Erdgeschoss, bezeichnet „1840“ | D-5-75-112-293 Wikidata | weitere Bilder |
| Lenkersheim Untere Feuergasse 3 (Standort)                            | Halbwalmdachhaus      | Fachwerk, erste Hälfte 19. Jahrhundert | D-5-75-112-305 Wikidata | BW |
| Rehhof Rehhof 1 (Standort)                                            | Gutshof               | 18./19. Jahrhundert, stattliches Wohnstallhaus, 18. Jahrhundert, Umbau 1846, Krüppelwalm | D-5-75-112-315 Wikidata | BW |
| Rehhof Rehhof 1 (Standort)                                            | Gutshof               | Fünf Fachwerknebengebäude, 18./19. Jahrhundert | D-5-75-112-315 Wikidata | BW |
| Rehhof Spielberg; am Weg zum Kühnberg (Standort)                      | Steinkreuz            | Verwitterter Sandstein, spätmittelalterlich | D-5-75-112-316 Wikidata | BW |

## Abgegangene Baudenkmäler
In diesem Abschnitt sind Objekte aufgeführt, die früher einmal in der Denkmalliste eingetragen waren, jetzt aber nicht mehr existieren, z. B. weil sie abgebrochen wurden. Aktennummern in diesem Abschnitt sind ehemalige, jetzt nicht mehr gültige Aktennummern.

| Lage                                    | Objekt                        | Beschreibung | Akten-Nr.               | Bild           |
| --------------------------------------- | ----------------------------- | --- | ----------------------- | -------------- |
| Berolzheim Berolzheim 26 (Standort)     | Erdgeschossiges Wohnstallhaus | Fachwerkgiebel, Mitte 19. Jahrhundert | D-5-75-112-252 Wikidata | BW             |
| Bad Windsheim Seegasse 20 (Standort)    | Gasthaus Zum Stern            | Zweigeschossiger giebelständiger Satteldachbau mit Schopf, Geschossbau, 1410 (dendrochronologisch datiert), straßenseitiger Fachwerkgiebel mit Joch- und Fußstreben, 1656 (dendrochronologisch datiert), Umbauten 18./19. Jahrhundert nach Brand 2015 abgebrochen 2016; Stand 26. Jan. 2024 noch in der Denkmalliste aufgeführt | D-5-75-112-191 Wikidata | weitere Bilder |
| Bad Windsheim Seegasse 20 (Standort)    | Hoftor                        | Fachwerk mit Ziegeleindeckung, 18. Jahrhundert, nach Brand 2015 im Jahr 2016 abgebrochen | D-5-75-112-191 Wikidata | weitere Bilder |
| Bad Windsheim Spitalgasse 27 (Standort) | Giebelhaus                    | Massiv mit Fachwerkgiebel, wohl 18. Jahrhundert | D-5-75-112-206 Wikidata | weitere Bilder |